# Musikjahr 2022
Liste der Musikjahre

◄◄ | ◄ | 2018 | 2019 | 2020 | 2021 | Musikjahr 2022 | 2023 | 2024 | 2025

Weitere Ereignisse · Country-Musik
Dieser Artikel behandelt das Musikjahr 2022.

## Ereignisse
- Februar/März: Weite Teile der Musikwelt solidarisieren sich angesichts des russischen Überfalls auf die Ukraine mit der Ukraine und verurteilen Putins Angriffskrieg. Vielfach werden Konzerte, Tourneen und andere Kulturveranstaltungen in Russland abgesagt und weite Teile des russischen Musikmarkts boykottiert. Benefizkonzerte führen weltweit zu Millionenspenden für die Ukraine und die Opfer des Kriegs.[1][2][3][4][5][6][7][8] Auswahl weiterer Ereignisse in diesem Zusammenhang:
  - 25. Februar: Infolge des russischen Überfalls auf die Ukraine beschließt die Europäische Rundfunkunion, Russland 2022 vom Eurovision Song Contest auszuschließen.[9]
  - 27. Februar: Der Aufforderung, sich vom Angriffskrieg ihres Geburtslandes zu distanzieren, kommt die Opernsängerin Anna Netrebko zunächst nicht nach.[10] In der Folge werden einige Konzerte in Europa und Nordamerika abgesagt und die Trennung von ihrer bisherigen Agentur bekannt.[11] Später lässt sie eine Erklärung verbreiten, in der sie den Krieg verurteilt, weswegen sie vom Akademischen Opern- und Ballett-Theater Nowosibirsk ausgeschlossen wird.[12]
  - 01. März: Münchens Oberbürgermeister Dieter Reiter erklärt, dass man sich vom putinnahen Chefdirigenten der Münchner Philharmoniker Waleri Gergijew getrennt habe, nachdem sich dieser trotz Ultimatum nicht vom russischen Überfall auf die Ukraine distanziert hat.[13] Konzerte, die unter seiner Leitung hätten stattfinden sollen, waren zuvor bereits europaweit abgesagt worden.[14][15]

### Populäre Musik
- 27. Januar: Da der Streamingdienst Spotify aus seiner Sicht nicht ausreichend gegen einen Podcast vorgeht, in dem Fehlinformationen im Zusammenhang mit der COVID-19-Pandemie verbreitet werden, lässt Neil Young seine gesamte Musik von der Plattform entfernen.[16] Zahlreiche weitere Künstler schließen sich dem Boykott an, darunter Joni Mitchell und Nils Lofgren.[17]
- 13. Februar: Die Halbzeitshow des Super Bowl LVI wurde erstmals nur von Hip-Hop-Künstlern gestaltet. Zu sehen sind Dr. Dre, Eminem, Mary J. Blige, Kendrick Lamar, 50 Cent und Snoop Dogg. Letzter wird dabei von den Fernsehkameras gefilmt, wie er vor dem Auftritt einen Joint raucht.[18]
- 26. März: Mit einem letzten Konzert in London stellt die britische Progressive-Rock-Band Genesis ihre Live-Aktivitäten nach mehr als 50 Jahren offiziell ein.[19]
- 31. März: Nachdem ein Leipziger Gericht die viralen Antisemitismusvorwürfe des deutschen Musikers Gil Ofarim aus dem Oktober des Vorjahres gegen einen Hotelmitarbeiter als „schwer vorstellbar“ bewertet hatte, wird im Gegenzug ein Verfahren wegen Verleumdung und falscher Verdächtigung gegen den Kläger selbst eingeleitet.[20]
- 20. Juni: Die zu diesem Zeitpunkt 63 Jahre und 11 Monate alte Sängerin Kate Bush löst Cher als älteste Frau mit einem Nummer-eins-Erfolg in den britischen Singlecharts ab. Ihr 1985 veröffentlichtes Lied Running Up That Hill erhält durch seine Verwendung im Soundtrack der Serie Stranger Things neue Bekanntheit.[21]
- 24. Juni: Wegen des vom Obersten Gerichtshof der Vereinigten Staaten beschlossenen Urteils zur Aufhebung des Rechts auf Schwangerschaftsabbruch äußern sich Musiker international erschüttert, darunter Billie Eilish, Kendrick Lamar, Lorde und Madonna.[22]
- 29. Juni: Der US-amerikanische Sänger R. Kelly wird aufgrund diverser sexueller Straftaten zu 30 Jahren Gefängnis verurteilt.[23]
- 03. Juli: Nach dem Anschlag in einem Kopenhagener Einkaufszentrum, der zu drei Todesopfern führt, sagt der britische Musiker Harry Styles einen Liveauftritt in einer Konzerthalle in der unmittelbaren Umgebung für denselben Tag kurzfristig ab.[24]
- 09. Juli: Erstmals seit dem Unglück bei der Loveparade 2010 findet die Loveparade unter dem Motto Rave the Planet statt. Rund 200.000 Teilnehmer sollen nach Polizeiangaben daran teilgenommen haben.[25]
- 11. Juli: Die Stadt Würzburg verbietet wegen des vor dem Hintergrund des Sexismus kontrovers diskutierten Songtextes das Abspielen des Schlagerlieds Layla von DJ Robin und Schürze auf dem Kiliani-Volksfest und löst damit deutschlandweit eine gesellschaftliche Debatte aus. Der Nummer-eins-Hit, der durch die mehrtägige Berichterstattung sehr große Popularität erfährt, sorgt im Anschluss – wie auch schon zuvor – für einige weitere Eklats.[26][27]
- 16. August: Aufgrund von Sicherheitsbedenken wird ein Silvesterkonzert der deutschen Rockband Rammstein auf der Münchener Theresienwiese mit 145.000 geplanten Besuchern vorzeitig abgesagt, nachdem eine „kontroverse Debatte auf politischer Ebene“ entbrannt ist.[28]
- 21. August: Der Berliner Heinrichsplatz wird nach dem deutschen Sänger Rio Reiser offiziell in Rio-Reiser-Platz umbenannt.[29]
- Dezember: Peter Gabriel stellt sein zehntes Studioalbum i/o nach 27 Jahren und acht Monaten offiziell fertig.[30] Es wird am 1. Dezember 2023 veröffentlicht.[31][32]
- In Bonn findet erstmals das Randale & Freunde Festival statt.

### Klassische Musik und Musiktheater
- 01. Januar: Das 82. Neujahrskonzert der Wiener Philharmoniker wird zum dritten Mal von Daniel Barenboim geleitet.[33]
- 21. Januar: Uraufführung der Oper Amorosa presenza in zwei Akten von Nicola Piovani (Musik) mit einem Libretto von Aisha Cerami im Teatro Giuseppe Verdi in Triest.
- 21. Januar: Uraufführung der Kammeroper in einem Akt Like Flesh von Sivan Eldar (Musik) mit einem Libretto von Cordelia Lynn an der Opéra de Lille.
- 27. Januar: Uraufführung der Oper Löftet von Mats Larsson Gothe (Musik) mit einem Libretto von Susanne Marko an der Königlichen Oper in Stockholm.
- 13. Februar: Uraufführung der Oper in drei Akten Grete Minde von Eugen Engel (Musik) mit einem Libretto von Hans Bodenstedt in Magdeburg.
- 22. Februar: Uraufführung der Oper in drei Bildern Le baruffe von Giorgio Battistelli (Musik) mit einem Libretto von Battistelli und Damiano Michieletto nach der Komödie Viel Lärm in Chiozza von Carlo Goldoni im Teatro La Fenice in Venedig.
- 00. Februar: Weltpremiere des Musicals MJ – Das Michael Jackson Musical im Neil Simon Theatre am Broadway.
- 18. März: Konzertante Uraufführung der Oper The Hours von Kevin Puts (Musik) mit einem Libretto von Greg Pierce im Kimmel Center in Philadelphia. Die szenische Uraufführung der Oper erfolgt am 22. November 2022 in der Metropolitan Opera in New York City.
- 03. April: Uraufführung der Oper Girl with a Pearl Earring von Stefan Wirth (Musik) mit einem Libretto von Philip Littell im Opernhaus Zürich.
- 02. Mai: Uraufführung der Oper in zwölf Bildern Shirine von Thierry Escaich (Musik) mit einem Libretto von Atiq Rahimi in der Opéra National de Lyon.
- 10. Mai: Uraufführung der Oper The Convert von Wim Henderickx (Musik) mit einem Libretto von Krystian Lada durch das Opera Ballet Vlaanderen in Antwerpen.
- 11. Juni: Uraufführung des Musicals Paradise Lost – The Genesis of Musical von Peter Lund (Text) und Thomas Zaufke (Musik) an der Neuköllner Oper in Berlin.
- 18. Juni: Das Singspiel in vier Bildern Der Prätorianer von Tristan Schulze (Musik) mit einem Libretto von Johannes B. Czernin wird in Sankt Koloman im Tennengau uraufgeführt.
- 08. September: Uraufführung des Musicals Die Bettwurst – Das Musical von Heiner Bomhard (Musik) mit Liedtexten von Rosa von Praunheim im Berliner Theater Bar jeder Vernunft.
- 11. September: Uraufführung des Musikdramas Samson von Joachim Raff auf ein eigenes Libretto im Deutschen Nationaltheater Weimar.
- 17. September: Uraufführung der Oper Kateryna von Oleksandr Rodin (Олександр Родін) nach dem gleichnamigen Gedicht von Taras Schewtschenko im Opernhaus Odessa.
- 24. September: Uraufführung der Oper in zwei Akten The Listeners von Missy Mazzoli (Musik) mit einem Libretto von Royce Vavrek im Opernhaus Oslo.
- 15. Oktober: Die Oper in einem Akt Il piccolo principe von Pierangelo Valtinoni mit einem Libretto von Paolo Madron wird am Teatro alla Scala uraufgeführt.
- 17. November: Das Opernballett in drei Akten Dievo avinėlis von Feliksas Bajoras (Musik) mit einem Libretto von Rimantas Šavelis nach dessen gleichnamigem Roman sowie Versen von Marcelijus Martinaitis und Sigitas Geda wird im Litauischen Nationaltheater für Oper und Ballett in Vilnius uraufgeführt.
- 13. Dezember: Uraufführung der Oper in einem Akt On purge bébé! von Philippe Boesmans (Musik) mit einem Libretto von Richard Brunal nach Georges Feydeaus gleichnamigem Vaudeville im Brüsseler Opernhaus La Monnaie/De Munt
- 15. Dezember: Die Oper La légende de Tristan von Charles Tournemire (Musik) mit einem Libretto von Albert Pauphilet wird am 15. Dezember 2022 im Theater Ulm uraufgeführt.

### Film und Fernsehen
- 25. Februar 2022: Kinostart der Horrorkomödie Studio 666 mit den Foo Fighters.
- 04. März: Die türkische Filmbiografie Bergen über die Sängerin Bergen von Mehmet Binay und Caner Alper mit Farah Zeynep Abdullah hat in der Türkei Premiere.
- 25. Mai: Die Filmbiografie Elvis über den Sänger Elvis Presley des australischen Regisseurs Baz Luhrmann feiert bei den Filmfestspielen in Cannes ihre Premiere.
- 01. Juni: Der österreichische Fernsehsender Stimmungsgarten TV mit Sitz in Zirl in Tirol, der sich auf volkstümliche Musik, Schlager, Oberkrainer-Musik und Blasmusik spezialisiert hat, nimmt seinen Sendebetrieb auf.
- Anfang Oktober: Die Musicalkomödie Roald Dahls Matilda – Das Musical von Matthew Warchus feiert beim London Film Festival ihre Premiere.
- Mitte Dezember: Das Biopic Whitney Houston: I Wanna Dance with Somebody kommt in die Kinos.
- Der letzte Song aus der Bohne – deutsche Musik-Webserie von Julien Bam
- Die Rumba-Therapie – französisch-belgischer Spielfilm mit Louna Espinosa und Franck Dubosc, der auch Regie führte
- Olivia Rodrigo: Driving Home 2 U – Dokumentarfilm von Stacey Lee

## Musikcharts

### Deutschland
| Singles                                              | Position | Alben                                                     |
| ---------------------------------------------------- | -------- | --------------------------------------------------------- |
|                                                      |          |                                                           |
| Layla DJ Robin & Schürze                             | 1        | Zeit Rammstein                                            |
| Heat Waves Glass Animals                             | 2        | Rausch Helene Fischer                                     |
| Beautiful Girl Luciano                               | 3        | Voyage Abba                                               |
| Abcdefu Gayle                                        | 4        | Midnights Taylor Swift                                    |
| Shivers Ed Sheeran                                   | 5        | Harry’s House Harry Styles                                |
| As It Was Harry Styles                               | 6        | Alles aus Liebe: 40 Jahre Die Toten Hosen Die Toten Hosen |
| Where Are You Now Lost Frequencies feat. Calum Scott | 7        | Für den Himmel durch die Hölle Kontra K                   |
| Sehnsucht Miksu/Macloud & T-Low                      | 8        | = Ed Sheeran                                              |
| Cold Heart (Pnau Remix) Elton John & Dua Lipa        | 9        | Perspektiven Roland Kaiser                                |
| Wildberry Lillet Nina Chuba                          | 10       | 30 Adele                                                  |

- Layla von DJ Robin & Schürze ist der erste Platz eins für ein Ballermann-Lied in der Chart-Geschichte in Deutschland und wurde sehr kontrovers aufgenommen.
- Mit 160.000 verkauften Einheiten in der ersten Woche verzeichnet Zeit von Rammstein die erfolgreichste Debütwoche eines Albums seit ABBAs Voyage.[34]

Die längsten Nummer-eins-Singles
Lieder, die die meiste Zeit während eines anderen Jahres auf Platz 1 der Charts verbrachten, werden hier nicht aufgeführt.
1. DJ Robin & Schürze – Layla (9 Wochen)
2. Gayle – Abcdefu (8 Wochen)
3. Luciano – Beautiful Girl (6 Wochen)

Die längsten Nummer-eins-Alben
Alben, die die meiste Zeit während eines anderen Jahres auf Platz 1 der Charts verbrachten, werden hier nicht aufgeführt.
1. Rammstein – Zeit (5 Wochen)

Alle weiteren Alben waren entweder eine oder zwei Wochen auf Platz 1 gelistet.
Alle Nummer-eins-Hits und die Hits des Jahres

### Österreich
| Singles                                              | Position | Alben                                      |
| ---------------------------------------------------- | -------- | ------------------------------------------ |
|                                                      |          |                                            |
| Heat Waves Glass Animals                             | 1        | Zeit Rammstein                             |
| Abcdefu Gayle                                        | 2        | Harry’s House Harry Styles                 |
| As It Was Harry Styles                               | 3        | Midnights Taylor Swift                     |
| Beautiful Girl Luciano                               | 4        | = Ed Sheeran                               |
| Shivers Ed Sheeran                                   | 5        | Rausch Helene Fischer                      |
| Where Are You Now Lost Frequencies feat. Calum Scott | 6        | Sour Olivia Rodrigo                        |
| Another Love Tom Odell                               | 7        | Zukunft RAF Camora                         |
| Cold Heart (Pnau Remix) Elton John & Dua Lipa        | 8        | Palmen aus Plastik 3 Bonez MC & RAF Camora |
| Pepas Farruko                                        | 9        | Glück Melissa Naschenweng                  |
| Sehnsucht Miksu/Macloud & T-Low                      | 10       | Unerhört solide Pizzera & Jaus             |

- Kim Petras als Duett von Sam Smith bei Unholy ist die erste Transperson, die einen Nummer-eins-Hit in Österreich verbuchen konnte.
- RAF Camora gelang als Featuring mit Criminal von Jala Brat & Buba Corelli 2022 der zwölfte Nummer-eins-Hit, womit er seinen Erfolg als der österreichische Interpret mit den meisten Nummer-eins-Hits im eigenen Land sowie der Interpret mit den zweitmeisten Nummer-eins-Hits weiter ausbauen kann.

Die längsten Nummer-eins-Singles
Lieder, die die meiste Zeit während eines anderen Jahres auf Platz 1 der Charts verbrachten, werden hier nicht aufgeführt.
1. DJ Robin & Schürze – Layla (9 Wochen)
2. Gayle – Abcdefu (8 Wochen)
3. Luciano – Beautiful Girl (6 Wochen)

Die längsten Nummer-eins-Alben
Alben, die die meiste Zeit während eines anderen Jahres auf Platz 1 der Charts verbrachten, werden hier nicht aufgeführt.
1. Rammstein – Zeit (8 Wochen)
2. Red Hot Chili Peppers – Unlimited Love (4 Wochen)
3. Bonez MC & RAF Camora – Palmen aus Plastik 3; Die Seer – Stad (jeweils 3 Wochen)

Alle Nummer-eins-Hits und die Hits des Jahres

### Schweiz
| Singles                                              | Position | Alben                                    |
| ---------------------------------------------------- | -------- | ---------------------------------------- |
|                                                      |          |                                          |
| Heat Waves Glass Animals                             | 1        | MTV Unplugged Tonbildshow Patent Ochsner |
| As It Was Harry Styles                               | 2        | Zeit Rammstein                           |
| Pepas Farruko                                        | 3        | Multitude Stromae                        |
| Shivers Ed Sheeran                                   | 4        | Freiheit Heimweh                         |
| Where Are You Now Lost Frequencies feat. Calum Scott | 5        | Glöggelä Trauffer                        |
| Cold Heart (Pnau Remix) Elton John & Dua Lipa        | 6        | Harry’s House Harry Styles               |
| Another Love Tom Odell                               | 7        | 30 Adele                                 |
| Abcdefu Gayle                                        | 8        | = Ed Sheeran                             |
| Bam Bam Camila Cabello feat. Ed Sheeran              | 9        | Midnights Taylor Swift                   |
| Calm Down Rema                                       | 10       | 11 Schwiizergoofe                        |

Die längsten Nummer-eins-Singles
Lieder, die die meiste Zeit während eines anderen Jahres auf Platz 1 der Charts verbrachten, werden hier nicht aufgeführt.
1. Harry Styles – As It Was (12 Wochen)
2. David Guetta & Bebe Rexha – I’m Good (Blue) (10 Wochen)
3. Gayle – Abcdefu (6 Wochen)

Die längsten Nummer-eins-Alben
Alben, die die meiste Zeit während eines anderen Jahres auf Platz 1 der Charts verbrachten, werden hier nicht aufgeführt.
1. Patent Ochsner – MTV Unplugged Tonbildshow (5 Wochen)
2. Rammstein – Zeit (3 Wochen)

Alle weiteren Alben waren entweder eine oder zwei Wochen auf Platz 1 gelistet.
Alle Nummer-eins-Hits und die Hits des Jahres

### Vereinigtes Königreich
| Singles                                              | Position | Alben                               |
| ---------------------------------------------------- | -------- | ----------------------------------- |
|                                                      |          |                                     |
| As It Was Harry Styles                               | 1        | Harry’s House Harry Styles          |
| Bad Habits Ed Sheeran                                | 2        | = Ed Sheeran                        |
| Peru Fireboy DML feat. Ed Sheeran                    | 3        | Midnights Taylor Swift              |
| Go Cat Burns                                         | 4        | The Highlights The Weeknd           |
| Shivers Ed Sheeran                                   | 5        | Sour Olivia Rodrigo                 |
| Running Up That Hill Kate Bush                       | 6        | Curtain Call: The Hits Eminem       |
| Heat Waves Glass Animals                             | 7        | Diamonds Elton John                 |
| Where Are You Now Lost Frequencies feat. Calum Scott | 8        | 50 Years – Don’t Stop Fleetwood Mac |
| Afraid to Feel LF System                             | 9        | Between Us Little Mix               |
| Seventeen Going Under Sam Fender                     | 10       | ABBA Gold – Greatest Hits ABBA      |

- Nach seiner ursprünglichen Veröffentlichung im Jahr 1985 gelang dem Lied mit Platz 3 seine Höchstplatzierung; durch Verwendung in Stranger Things erreichte das Lied 37 Jahre nach Erstveröffentlichung Rang eins, was den längsten Anlauf eines Liedes bis an die Chartspitze bedeutete. Zudem bedeutete es mit 44 Jahren den längsten Zeitraum zwischen zwei Nummer-eins-Hits eines Künstlers. Für Kate Bush ist es die dritte Nummer-eins in den britischen Singlecharts. Mit 63 Jahren ist sie die älteste Künstlerin, die die britischen Charts toppte.[35]

Die längsten Nummer-eins-Singles
Lieder, die die meiste Zeit während eines anderen Jahres auf Platz 1 der Charts verbrachten, werden hier nicht aufgeführt.
1. Harry Styles – As It Was (10 Wochen)
2. LF System – Afraid to Feel (8 Wochen)
3. Adassa, Stephanie Beatriz, Mauro Castillo, Rhenzy Feliz, Carolina Gaitán & Diane Guerrero – We Don’t Talk About Bruno (7 Wochen)

Die längsten Nummer-eins-Alben
Alben, die die meiste Zeit während eines anderen Jahres auf Platz 1 der Charts verbrachten, werden hier nicht aufgeführt.
1. Harry Styles – Harry’s House (6 Wochen)
2. Ed Sheeran – = (4 Wochen)
3. Taylor Swift – Midnights (3 Wochen)

Alle Nummer-eins-Hits und die Hits des Jahres

### Vereinigte Staaten
| Singles                                       | Position | Alben                                                     |
| --------------------------------------------- | -------- | --------------------------------------------------------- |
|                                               |          |                                                           |
| Heat Waves Glass Animals                      | 1        | Un verano sin ti Bad Bunny                                |
| As It Was Harry Styles                        | 2        | 30 Adele                                                  |
| Stay The Kid Laroi & Justin Bieber            | 3        | Dangerous: The Double Album Morgan Wallen                 |
| Easy on Me Adele                              | 4        | Midnights Taylor Swift                                    |
| Shivers Ed Sheeran                            | 5        | Red (Taylor’s Version) Taylor Swift                       |
| First Class Jack Harlow                       | 6        | Encanto (Original Motion Picture Soundtrack) (Soundtrack) |
| Big Energy Latto                              | 7        | Harry’s House Harry Styles                                |
| Ghost Justin Bieber                           | 8        | Sour Olivia Rodrigo                                       |
| Super Gremlin Kodak Black                     | 9        | Certified Lover Boy Drake                                 |
| Cold Heart (Pnau Remix) Elton John & Dua Lipa | 10       | The Highlights The Weeknd                                 |

- Glass Animals’ Heat Waves erreichte erstmals in seiner 59. Chartwoche die Spitze und stellte damit den längsten Aufstieg bis auf Platz eins dar. Zuvor hielt diesen Rekord Mariah Carey, die mit All I Want for Christmas Is You 35 Wochen in den Charts verweilte, bis sie auf den ersten Platz kletterte.
- Unholy von Sam Smith und Kim Petras setzte gleich zwei Meilensteine in den Billboard-Charts: Sam Smith wurde zur ersten nicht-binären Person und Kim Petras zur ersten Transperson, die einen Nummer-eins-Hit in den USA erreichen konnte.

Die längsten Nummer-eins-Singles
Lieder, die die meiste Zeit während eines anderen Jahres auf Platz 1 der Charts verbrachten, werden hier nicht aufgeführt.
1. Harry Styles – As It Was (15 Wochen)
2. Taylor Swift – Anti-Hero (6 Wochen)
3. Adassa, Stephanie Beatriz, Mauro Castillo, Rhenzy Feliz, Carolina Gaitán & Diane Guerrero – Glass Animals – Heat Waves (jeweils 5 Wochen)

Die längsten Nummer-eins-Alben
Alben, die die meiste Zeit während eines anderen Jahres auf Platz 1 der Charts verbrachten, werden hier nicht aufgeführt.
1. Bad Bunny – Un verano sin ti (13 Wochen)
2. Soundtrack – Encanto (Original Motion Picture Soundtrack) (9 Wochen)
3. Taylor Swift – Midnights (5 Wochen)

Alle Nummer-eins-Hits und die Hits des Jahres

### Charts in weiteren Ländern
Siehe auch: Nummer-eins-Hits 2022 in Argentinien,  Australien, Belgien, Brasilien, Bulgarien, Dänemark, Deutschland, Finnland, Frankreich, Griechenland, Indien, Irland, Italien, Japan, Kanada, Kolumbien, Kroatien, Malaysia, Neuseeland, den Niederlanden, Norwegen, Österreich, Polen, Portugal, Schweden, der Schweiz, Singapur, Slowakei, Spanien, Südafrika, Südkorea, Tschechien, Ungarn, den Vereinigten Staaten und im Vereinigten Königreich.

## Musikpreise und Ehrungen

### Billboard Music Awards
- Bester Künstler: Drake
- Beste Künstlerin: Olivia Rodrigo
- Beste Musikgruppe: BTS
- Bestes Album: Sour von Olivia Rodrigo
- Bestes Lied: Stay von The Kid Laroi und Justin Bieber

### BRIT Awards
- Künstler des Jahres: Billie Eilish
- Song des Jahres: Good 4 U von Olivia Rodrigo
- Britischer Künstler des Jahres: Adele
- Britischer Song des Jahres: Easy on Me von Adele
- Britisches Album des Jahres: 30 von Adele

Vollständige Liste der Preisträger

### Grammy Awards
- Single des Jahres: Leave the Door Open von Silk Sonic
- Album des Jahres: We Are von Jon Batiste
- Song des Jahres: Leave the Door Open von Silk Sonic
- Bester neuer Künstler: Olivia Rodrigo

Vollständige Liste der Preisträger

### Juno Awards
- Artist of the Year: Charlotte Cardin
- Group of the Year: Arkells
- Breakthrough Artist of the Year: Jessia
- Juno Fan Choice Award: Shawn Mendes
- Album of the Year: Phoenix von Charlotte Cardin
- Single of the Year: Meaningless von Charlotte Cardin

Vollständige Liste der Preisträger

### MTV Europe Music Awards
- Bester Pop-Act: Taylor Swift
- Bester Rock-Act: Muse
- Bester Alternative-Act: Gorillaz
- Bester Electronic-Act: David Guetta
- Bester Hip-Hop-Act:Nicki Minaj
- Bester Künstler: Taylor Swift
- Bester Newcomer: Seventeen
- Bester Song: Nicki Minaj – Super Freaky Girl
- Bestes Video: Taylor Swift – All Too Well: The Short Film

Vollständige Liste der Preisträger

### MTV Video Music Awards
- Video of the Year: All Too Well: The Short Film von Taylor Swift
- Artist of the Year: Bad Bunny
- Best New Artist: Dove Cameron
- Best Pop Video: As It Was von Harry Styles
- Best Rock Video: Black Summer von Red Hot Chili Peppers
- Best Hip-Hop Video: Do We Have a Problem? von Nicki Minaj (feat. Lil Baby)

Vollständige Liste der Preisträger

### Rock-and-Roll-Hall-of-Fame-Aufnahmen
- Pat Benatar
- Duran Duran
- Eminem
- Eurythmics
- Dolly Parton
- Lionel Richie
- Carly Simon

### Weitere Musikpreise
- Golden Globe – Beste Filmmusik: Hans Zimmer – Dune / Bester Filmsong: No Time to Die aus James Bond 007: Keine Zeit zu sterben – Musik und Text: Billie Eilish und Finneas O’Connell
- Oscarverleihung – Beste Filmmusik: Hans Zimmer – Dune / Bester Filmsong: No Time to Die aus James Bond 007: Keine Zeit zu sterben – Musik und Text: Billie Eilish und Finneas O’Connell
- Deutscher Jazzpreis 2022 Lebenswerk: Ernst-Ludwig Petrowsky; Liste aller Preisträger
- Polar Music Prize: Iggy Pop und Ensemble intercontemporain

### Musikwettbewerbe und Castingshows
Eurovision Song Contest
1. Kalush Orchestra: Stefania
2. Sam Ryder: Space Man
3. Chanel: SloMo
4. Cornelia Jakobs: Hold Me Closer
5. Konstrakta: In corpore sano

- Sanremo-Festival 2022: Mahmood und Blanco mit dem Lied Brividi
- The Masked Singer: Ella Endlich (Staffel 6) / Daniel Donskoy (Staffel 7)

Castingshows
- Deutschland sucht den Superstar: Harry Laffontien (Staffel 19)
- The Voice of Germany: Anny Ogrezeanu (Staffel 12)

## Musikfestivals und -tourneen
- 17.–19. Juni: Hurricane Festival (80.000 Besucher, neuer Besucherrekord)
- 17.–19. Juni: Southside Festival (65.000 Besucher, neuer Besucherrekord[36])
- 22.–16. Juli: Glastonbury Festival (200.000 Besucher)[37]
- 3.–7. August: Wacken Open Air (100.000 Besucher, neuer Besucherrekord)
- 17.–20. August: Frequency

## Jahresbestenlisten

### Classic Rock(deutsche Ausgabe)
| Alben |
| --- |
| 1. Creedence Clearwater Revival – At the Royal Albert Hall, April 14, 1970 2. Porcupine Tree – Closure/Continuation 3. The Rolling Stones – Live at the El Mocambo 1977 4. Def Leppard – Diamond Star Halos 5. The Sheepdogs – Outta Sight 6. Ghost – Impera 7. The Afghan Whigs – How Do You Burn? 8. The Cult – Under the Midnight Sun 9. Ozzy Osbourne – Patient Number 9 10. Midnight Oil – Resist |

### Laut.de
| Songs | Alben |
| --- | --- |
| 1. Rosalía – Saoko 2. Fontaines D. C. – Jackie Down the Line 3. Die Nerven – Europa 4. Jamie T – British Hell 5. OG Keemo – Vögel 6. Orbital & Sleaford Mods – Dirty Rat 7. Big Thief – Simulation Swarm 8. Peter Fox – Zukunft Pink 9. Beyoncé – All Up in Your Mind 10. Foals – 2am | 1. Big Thief – Dragon New Warm Mountain I Believe You 2. Rosalía – Motomami 3. Wet Leg – Wet Leg 4. OG Keemo – Mann beißt Hund 5. Fontaines D. C. – Skinty Fia 6. Arctic Monkeys – The Car 7. Black Country, New Road – Ants from Up There 8. Jamie T – The Theory of Whatever 9. Kendrick Lamar – Mr. Morale & the Big Steppers 10. Denzel Curry – Melt My Eyez, See Your Future |

### Metal Hammer
| Alben | Soundcheck-Tops |
| --- | --- |
| 01. Kreator – Hate über alles 02. Rammstein – Zeit 03. Ghost – Impera 04. Blind Guardian – The God Machine 05. Parkway Drive – Darker Still 06. Amon Amarth – The Great Heathen Army 00. Amorphis – Halo 00. Architects – The Classic Symptons of a Broken Spirit 00. Candlemass – Sweet Evil Sun 00. Ereb Altor – Vargtimmen 00. The Hellacopters – Eyes of Oblivion 00. Slipknot – The End, So Far | 01. Ghost – Impera (ø = 5,46) 02. Kreator – Hate über alles (ø = 5,38) 03. Amorphis – Halo (ø = 5,18) 04. Amon Amarth – The Great Heathen Army (ø = 5,04) 05. Candlemass – Sweet Evil Sun (ø = 4,19) 00. Disillusion – Ayam 00. Slipknot – The End, So Far 08. Mantar – Pain Is Forever and This Is the End (ø = 4,88) 09. Sahg – Born Demon (ø = 4,82) 09. Blind Guardian – The God Machine (ø = 4,77) 00. Threshold – Dividing Lines |

### Musikexpress
| Songs | Alben |
| --- | --- |
| 1. The 1975 – Part of the Band 2. Rosalía – Saoko 3. Harry Styles – As It Was 4. Wet Leg – Angelica 5. Mitski – Love Me More 6. Voodoo Jürgens – Federkleid 7. Porridge Radio – The Rip 8. Yeah Yeah Yeahs – Spitting Off the Edge of the World 9. Black Country, New Road – Chaos Space Marine 10. Stromae – L’enfer | 1. Kendrick Lamar – Mr. Morale & the Big Steppers 2. Die Nerven – Die Nerven 3. Rosalía – Motomami 4. Mitski – Laurel Hell 5. Wet Leg – Wet Leg 6. The Düsseldorf Düsterboys – Duo Duo 7. Big Thief – Dragon New Warm Mountain I Believe in You 8. Black Country, New Road – Ants from Up There 9. Björk – Fossora 10. Tocotronic – Nie wieder Krieg |

### Rolling Stone (deutsche Ausgabe)
| Alben |
| --- |
| 1. Tom Liwa – Eine andere Zeit 2. Weyes Blood – And in the Darkness, Hearts Aglow 3. Bill Callahan – Ytilaer 4. Wet Leg – Wet Leg 5. Wilco – Cruel Country 6. Big Thief – Dragon New Warm Mountain I Believe You 7. Kendrick Lamar – Mr. Morale & the Big Steppers 8. Rosalía – Motomami 9. Husten – Aus allen Nähten 10. Kevin Morby – This Is a Photograph |

### Visions
| Alben |
| --- |
| 1. Die Nerven – Die Nerven 2. The Hellacopters – Eyes of Oblivion 3. Wet Leg – Wet Leg 4. Fjørt – Nichts 5. Viagra Boys – Cave World 6. The Smile – A Light for Attracting Attention 7. Ghost – Impera 8. Black Country, New Road – Ants from Up There 9. Tocotronic – Nie wieder Krieg 10. Plosivs – Plosivs |

## Gedenk- und Jahrestage
- 08. Januar: 75. Geburtstag von David Bowie
- 02. Februar: 50. Jahrestag der Aufnahme von Chick Coreas Album Return to Forever
- 11. Februar: 10. Todestag von Whitney Houston
- 14. Februar: 100. Jahrestag der Uraufführung der Oper Giulietta e Romeo von Riccardo Zandonai
- 22. Februar: 200. Jahrestag der Uraufführung der Oper Zelmira von Gioachino Rossini
- 04. März: 75. Geburtstag der deutschen Chanson- und Jazzsängerin Uschi Brüning
- 09. März: 25. Jahrestag der Erschießung des US-amerikanischen Rappers The Notorious B.I.G.
- 25. März: 50. Jahrestag der Veröffentlichung des Liedes Smoke on the Water von Deep Purple
- 25. März: 75. Geburtstag von Elton John
- 22. April: 100. Geburtstag von Charles Mingus
- 29. April: 100. Geburtstag des belgischen Mundharmonikaspielers Toots Thielemans
- 12. Mai: 50. Jahrestag der Veröffentlichung des Albums Exile on Main St der Rolling Stones
- 18. Mai: 100. Geburtstag des Posaunisten Kai Winding
- 21. Mai: 50. Geburtstag von The Notorious B.I.G.
- 15. Juni 100. Geburtstag des Jazzpianisten Jaki Byard
- 16. Juni: 50. Jahrestag der Veröffentlichung des Konzeptalbums The Rise and Fall of Ziggy Stardust and the Spiders from Mars von David Bowie
- 24. Juni: 75. Geburtstag von Mick Fleetwood
- 25. Juni: 200. Todestag des deutschen Schriftstellers und Komponisten E. T. A. Hoffmann
- 05. Juli: 50. Jahrestag der Veröffentlichung des Albums Waka/Jawaka von Frank Zappa
- 11. Juli: 100. Jahrestag der Eröffnung der Hollywood Bowl in Los Angeles
- 18. Juli: 100. Geburtstag von Georg Kreisler
- 19. Juli: 75. Geburtstag von Brian May
- 20. Juli: 100. Geburtstag von Joachim-Ernst Berendt
- 20. Juli: 5. Todestag des US-amerikanischen Sängers Chester Bennington
- 20. Juli: 75. Geburtstag von Carlos Santana
- 21. Juli: 100. Geburtstag von Kay Starr
- 22. Juli: 75. Geburtstag von Don Henley
- 23. August: 75. Geburtstag von Terje Rypdal
- 25. August: 200. Todestag des deutschen Astronomen und Komponisten Wilhelm Herschel
- 29. August: 100. Geburtstag von Rolf Ericson
- 05. September: 75. Geburtstag von Buddy Miles
- 10. September: 100. Geburtstag von Yma Sumac
- 30. September: 100. Geburtstag von Oscar Pettiford
- 04. Oktober: 100. Geburtstag von Stan Hasselgård
- 11. Oktober: 50. Jahrestag der Veröffentlichung des Albums On the Corner von Miles Davis
- 17. Oktober: 50. Geburtstag des US-amerikanischen Rappers Eminem
- 02. November: 75. Geburtstag von Dave Pegg
- 12. November: 100. Geburtstag von Lou Blackburn
- 01. Dezember: 75. Geburtstag von Marie Selander
- 05. Dezember: 75. Geburtstag von Egberto Gismonti
- 06. Dezember: 75. Geburtstag von Miroslav Vitouš
- 07. Dezember: 75. Geburtstag von Uli Beckerhoff
- 08. Dezember: 100. Geburtstag von Sol Yaged
- 21. Dezember: 75. Geburtstag von Paco de Lucía

## Erstveranstaltungen
- 09. Juli: Rave The Planet Parade – Technoparade sowie eine Tanz- und Musikdemonstration für die elektronische Musikkultur (200.000 Teilnehmer)[25]

## Gründungen und Auflösungen

### Gründungen
- All for Metal – internationale Metal-Band
- Augn – deutsche Rockband aus Berlin
- BL3SS – britisches DJ- und Produzenten-Duo aus London
- Classy – südkoreanische Girlgroup
- Dominum – deutsche Power-Metal-Band
- LimeLight – südkoreanische Girlgroup
- Mimiirose – südkoreanische Girlgroup
- MMXX – Projekt, das von Mitgliedern der Bands The Foreshadowing und Daylight Dies gegründet wurde
- Otis Zola – Schweizer Soul- und Blues-Band aus Winterthur
- Predatory Void – belgische Death/Sludge Metal-Band aus Gent
- Rebels n’ Queen – schweizerische Heavy-Rock Band aus der Linthebene
- Rosmarin – fünfköpfige deutsche Indie-Pop-Band aus Kassel
- To the Wire – Old-School-Hardcore-Band aus Nordrhein-Westfalen
- Vexo – nicaraguanische Funeral-Doom-Band
- Væb – isländisches Musikduo
- Winona Fighter – US-amerikanische Rock-Band aus Nashville

### Auflösungen
- Fleetwood Mac – britische Bluesband, später multinationale Rockband

## Neuveröffentlichungen (Auswahl)

### Lieder und Kompositionen
| Lied                                                | Text | Musik | Erstinterpret                    | Label                                            | Veröffentlichung   | Genre                                         | Album                                                                 | Weitere Informationen |
| --------------------------------------------------- | --- | --- | -------------------------------- | ------------------------------------------------ | ------------------ | --------------------------------------------- | --------------------------------------------------------------------- | --------------------- |
| Alles schon okay                                    | Joschka Bender, Madeline Juno, Ralf Christian Mayer, Antonia Rug, Wieland Stahnecker                                                                                             | Joschka Bender, Madeline Juno, Ralf Christian Mayer, Antonia Rug, Wieland Stahnecker                                                                                             | Blinker feat. Madeline Juno      |                                                  | 16. September 2022 | Pop                                           | Gegen die Angst                                                       |                       |
| Anti-Hero                                           | Jack Antonoff, Taylor Swift | Jack Antonoff, Taylor Swift | Taylor Swift                     | Republic Records                                 | 21. Oktober 2022   | Pop-Rock, Synthiepop                          | Midnights                                                             |                       |
| As It Was                                           | Kid Harpoon, Tyler Johnson, Harry Styles | Kid Harpoon, Tyler Johnson, Harry Styles | Harry Styles                     | Columbia Records, Erskine Records                | 31. März 2022      | Elektro-Rock, Synthiepop                      | Harry’s House                                                         |                       |
| Bad Man                                             | Disturbed, Drew Fulk | Disturbed, Drew Fulk | Disturbed                        | Reprise Records                                  | 18. November 2022  | Alternative Metal                             | Divisive                                                              |                       |
| Bamba                                               | Harrison Armstrong, Geenaro Frenken, Patrick Großmann, Bianca Landrau, Dennis Opoku                                                                                              | Harrison Armstrong, Geenaro Frenken, Patrick Großmann, Bianca Landrau, Dennis Opoku                                                                                              | Luciano feat. Aitch & Bia        | Locosquad                                        | 22. September 2022 | Deutscher Hip-Hop                             | Majestic                                                              |                       |
| Calm Down                                           | Michael Hunter, Divine Ikubor, Andre Vibez | Michael Hunter, Divine Ikubor, Andre Vibez | Rema                             | Interscope Records, Jonzing World, Mavin Records | 10. Februar 2022   | Afrobeats                                     | Rave & Roses                                                          |                       |
| Did You Know That There’s a Tunnel Under Ocean Blvd | Lana Del Rey, Mike Hermosa | Lana Del Rey, Mike Hermosa | Lana Del Rey                     | Interscope Records, Polydor                      | 7. Dezember 2022   | Baroque Pop, Indie-Pop                        | Did You Know That There’s a Tunnel Under Ocean Blvd                   |                       |
| Du gehst nicht aus meinem Kopf                      | Mikkel Eriksen, Tor Hermansen, Shaffer Smith | Mikkel Eriksen, Tor Hermansen, Shaffer Smith | Kay One feat. Mike Singer        | Prince Kay One                                   | 29. April 2022     | Deutscher Hip-Hop, Pop                        |                                                                       |                       |
| End of Beginning                                    | Joe Keery | Joe Keery | Djo                              |                                                  | 16. September 2022 | Indie-Pop                                     |                                                                       |                       |
| Face It Alone                                       | Brian May, John Deacon, Roger Taylor und Freddie Mercury | Brian May, John Deacon, Roger Taylor und Freddie Mercury | Queen                            | EMI                                              | 13. Oktober 2022   | Rock                                          | The Miracle Collector’s Edition                                       |                       |
| Fehler                                              | Maximilian Grimmer, Karim Russo, Wilfried Tamba, Marco Tscheschlok | Maximilian Grimmer, Karim Russo, Wilfried Tamba, Marco Tscheschlok | Mike Singer feat. Monet192       | A Better Now Records                             | 4. März 2022       | Deutscher Hip-Hop, Pop                        | Emotions                                                              |                       |
| From Now On                                         | Dominique Jones, Nayvadius Wilburn, Rodrick Moore Jr., Brytabious Chambers, Shane Lindstrom                                                                                      | Lil Baby | Lil Baby feat. Future            | Quality Control, Motown                          | 14. Oktober 2022   | Trap                                          | It’s Only Me                                                          |                       |
| Hana no Tō                                          | Sayuri | Sayuri | Sayuri                           | Ariola Japan                                     | 3. Juli 2022       | J-Pop, J-Rock                                 | Sanketsu Shōjo                                                        |                       |
| Ich hass dich                                       | Flo August, Nina Kaiser, Khrome030, Jascha Schmuhl | Flo August, Nina Kaiser, Khrome030, Jascha Schmuhl | Nina Chuba feat. Chapo102        | Jive Records                                     | 7. Oktober 2022    | Pop, Pop-Rap                                  | Glas                                                                  |                       |
| Ich, Nemo                                           | Ingo Hauss, Hayo Lewerentz, Claude-Oliver Rudolph | Ingo Hauss, Hayo Lewerentz, Claude-Oliver Rudolph | U 96 feat. Claude-Oliver Rudolph |                                                  | 19. August 2022    | Techno                                        | 20.000 Meilen unter dem Meer                                          |                       |
| Just Pretend                                        | Noah Sebastian, Joakim Karlsson | Noah Sebastian, Joakim Karlsson | Bad Omens                        | Sumerian Records                                 | 25. Februar 2022   | Alternative Metal                             | The Death of Peace of Mind                                            |                       |
| Kawaikute Gomen                                     | shito | shito | HoneyWorks                       | Music Ray’n                                      | 21. November 2022  | J-Pop, Anison                                 | Ne, Sukitte Itaiyo. ~Kokuhaku Jikko Iinkai Character Song Collection~ |                       |
| Kick Back                                           | Kenshi Yonezu | Kenshi Yonezu | Kenshi Yonezu                    | SMEJ                                             | 12. Oktober 2022   | Pop-Rock, Anison                              |                                                                       |                       |
| Lass mich los                                       | Kai Fichtner, Jules Kalmbacher, Sebastian Moser, Jens Schneider, Mike Singer, Yannick Steffen                                                                                    | Kai Fichtner, Jules Kalmbacher, Sebastian Moser, Jens Schneider, Mike Singer, Yannick Steffen                                                                                    | Mike Singer feat. Kayef          | A Better Now Records                             | 7. Januar 2022     | Deutscher Hip-Hop, Pop                        | Emotions                                                              |                       |
| Lied mit gutem Text                                 | Florian Apfl, Matthias Distel, Dominik de Leon, Patrick Liegl | Florian Apfl, Matthias Distel, Dominik de Leon, Patrick Liegl | Ikke Hüftgold                    |                                                  | 25. November 2022  | Schlager                                      |                                                                       |                       |
| Looking for Love                                    | Beatgees, Lena Meyer-Landrut, Yanek Stärk, Joe Walter | Beatgees, Lena Meyer-Landrut, Yanek Stärk, Joe Walter | Lena                             | Polydor                                          | 23. Juni 2022      | Pop                                           |                                                                       |                       |
| Made You Look                                       | Meghan Trainor, Sean Douglas, Federico Vindver | Meghan Trainor, Sean Douglas, Federico Vindver | Meghan Trainor                   | Epic                                             | 21. Oktober 2022   | Pop                                           | Takin’ It Back                                                        |                       |
| Mehr von dir                                        | Ossama El Bourno, Madeline Juno, Mike Singer | Ossama El Bourno, Madeline Juno, Mike Singer | Mike Singer feat. Madeline Juno  |                                                  | 17. Juni 2022      | Pop                                           |                                                                       |                       |
| My Mind & Me                                        | Amy Allen, Jon Bellion, Selena Gomez, Jordan Johnson, Stefan Johnson, Michael Pollack                                                                                            | Amy Allen, Jon Bellion, Selena Gomez, Jordan Johnson, Stefan Johnson, Michael Pollack                                                                                            | Selena Gomez                     | Interscope Records                               | 3. November 2022   | Pop                                           |                                                                       |                       |
| Nachts wach                                         | Joshua Allery, Timothy Auld, Laurin Auth, Christoph Makowski, Matthäus Mendo Campoverde, Jonas Michel, Dominik Patrzek, Christopher Plowman, Benedikt Schöller                   | Joshua Allery, Timothy Auld, Laurin Auth, Christoph Makowski, Matthäus Mendo Campoverde, Jonas Michel, Dominik Patrzek, Christopher Plowman, Benedikt Schöller                   | Makko & Miksu/Macloud            | Futura                                           | 8. Juli 2022       | Deutscher Hip-Hop                             |                                                                       |                       |
| Never Gonna Not Dance Again                         | Max Martin, Alecia Moore, Karl Schuster | Max Martin, Alecia Moore, Karl Schuster | Pink                             | RCA Records                                      | 4. November 2022   | Pop-Rock                                      | Trustfall                                                             |                       |
| Party Sahne                                         | Joakim Åhlund, August Diederich, Enzo Lachat, Eric Spannuth | Joakim Åhlund, August Diederich, Enzo Lachat, Eric Spannuth | Ski Aggu                         | Jungeratze                                       | 6. Oktober 2022    | Deutscher Hip-Hop                             |                                                                       |                       |
| Solange wir fahren                                  | Alexander Knolle, Madeline Juno, Fabian Römer | Alexander Knolle, Madeline Juno, Fabian Römer | Alex Lys feat. Madeline Juno     |                                                  | 25. Februar 2022   | Pop                                           | Novemberkind                                                          |                       |
| The Rumbling                                        | Mah | SiM | SiM                              | Pony Canyon                                      | 7. Februar 2022    | Heavy Metal, Post-Hardcore, Metalcore, Anison | Beware                                                                |                       |
| Tjikke boem                                         | Alain Vande Putte | K3 | K3                               | Studio 100                                       | 20. April 2022     | Pop                                           | Waterval                                                              |                       |
| Unendlich                                           | Flo August, Dennis Bierbrodt, Jesper Borgen, Stefan Dabruck, Daniel Deimann, Jürgen Dohr, Andrea Ferber, Guido Kramer, Vanessa Mai, Alexander Pavelich, Andrew Tyler, Joe Walter | Flo August, Dennis Bierbrodt, Jesper Borgen, Stefan Dabruck, Daniel Deimann, Jürgen Dohr, Andrea Ferber, Guido Kramer, Vanessa Mai, Alexander Pavelich, Andrew Tyler, Joe Walter | Andrea Berg feat. Vanessa Mai    | Berg Records                                     | 8. Juli 2022       | Schlager                                      | Ich würd’s wieder tun; Metamorphose                                   |                       |
| Von dir ein Tattoo                                  | Ricardo Bettiol, Tamara Olorga, Johannes Sumpich | Ricardo Bettiol, Tamara Olorga, Johannes Sumpich | Josh.                            |                                                  | 8. April 2022      | Pop                                           | Reparatur                                                             |                       |
| Warum bist du so                                    | Manuel Mayer, Dardan Mushkolaj, Mike Singer, Julian Töws | Manuel Mayer, Dardan Mushkolaj, Mike Singer, Julian Töws | Mike Singer feat. Dardan         | A Better Now Records                             | 13. April 2022     | Deutscher Hip-Hop, Pop                        | Emotions                                                              |                       |
| Weed mit nach Bayern                                | David Emanuel, Mohamad Hoteit, David Kraft, John-Lorenz Moser, Alex Mullakrey, Joshua Pinter, Raphael Ragucci, Tim Wilke                                                         | David Emanuel, Mohamad Hoteit, David Kraft, John-Lorenz Moser, Alex Mullakrey, Joshua Pinter, Raphael Ragucci, Tim Wilke                                                         | Bonez MC & RAF Camora            |                                                  | 1. Oktober 2022    | Dancehall, Deutscher Hip-Hop                  |                                                                       |                       |
| Zuversicht                                          | Dominik Gassner, Jonathan Zelter | Dominik Gassner, Jonathan Zelter | Roland Kaiser                    | Ariola                                           | 29. Juli 2022      | Schlager                                      | Perspektiven                                                          |                       |
| Zwei Musketiere                                     | Reinhard Mey | Hannes Wader | Hannes Wader                     | Universal Music GmbH                             | 2022               | Liedermacher                                  | Nach Haus                                                             |                       |

### Alben
| Album                                                 | Interpret                                                                               | Label                                      | Veröffentlichung   | Genre                                                                   | Weitere Informationen                                                             |
| ----------------------------------------------------- | --------------------------------------------------------------------------------------- | ------------------------------------------ | ------------------ | ----------------------------------------------------------------------- | --------------------------------------------------------------------------------- |
| 7220                                                  | Lil Durk                                                                                | Alamo Records (Sony)                       | 11. März 2022      | Hip-Hop                                                                 |                                                                                   |
| Alien Skin                                            | Chad Fowler, Ivo Perelman, Zoh Amba, Matthew Shipp, William Parker und Steve Hirsh      | Mahakala Music                             | 11. November 2022  | Jazz                                                                    |                                                                                   |
| Ansichtshalber                                        | Dominik Plangger                                                                        | Showtime Artist Management SRL             | 23. September 2022 | Liedermacher                                                            |                                                                                   |
| At Souillac en Jazz                                   | Joëlle Léandre                                                                          | Ayler Records                              | 5. November 2022   | Neue Improvisationsmusik                                                |                                                                                   |
| Bell Bottom Country                                   | Lainey Wilson                                                                           | BBR Music Group                            | 22. Oktober 2022   | Country                                                                 |                                                                                   |
| Bootleg                                               | Silke Eberhard, Daniel Casimir und Gerhard Gschlößl                                     | Eigenverlag                                | 2022               | Jazz, Neue Improvisationsmusik                                          |                                                                                   |
| Colors (Live at KITO Bremen)                          | Yelena Eckemoff                                                                         | Eigenverlag                                | 2022               | Jazz                                                                    |                                                                                   |
| Confluence                                            | Barre Phillips und Daniele Roccato                                                      | Parco Della Musica Records                 | 8. Juli 2022       | Neue Improvisationsmusik                                                |                                                                                   |
| Crisis of Faith                                       | Billy Talent                                                                            | Spinefarm Records                          | 21. Januar 2022    | Alternative Rock, Punk                                                  |                                                                                   |
| Deceivers                                             | Arch Enemy                                                                              | Century Media                              | 12. August 2022    | Melodic Death Metal                                                     |                                                                                   |
| Double Album                                          | NOFX                                                                                    | Fat Wreck Chords                           | 2. Dezember 2022   | Punk                                                                    |                                                                                   |
| Emotions                                              | Mike Singer                                                                             | A Better Now Records                       | 14. April 2022     | Pop                                                                     |                                                                                   |
| Face à Face                                           | Barre Phillips und György Kurtág junior                                                 | ECM Records                                | 2022               | Neue Improvisationsmusik                                                |                                                                                   |
| First Light                                           | Village of the Sun                                                                      | Gearbox                                    | 2022               | Jazz                                                                    |                                                                                   |
| For New Zealand                                       | The Chicago Plan                                                                        | Not Two Records                            | 2022               | Jazz, Neue Improvisationsmusik                                          |                                                                                   |
| Fruition                                              | Ivo Perelman und Matthew Shipp                                                          | ESP-Disk                                   | 2022               | Jazz                                                                    |                                                                                   |
| Harry’s House                                         | Harry Styles                                                                            | Columbia Records                           | 20. Mai 2022       | Pop                                                                     |                                                                                   |
| Ich würd’s wieder tun                                 | Andrea Berg                                                                             | Berg Records                               | 29. Juli 2022      | Schlager                                                                |                                                                                   |
| Invisibility Is an Unnatural Disaster                 | SSWAN (Jessica Ackerley, Patrick Shiroishi, Chris Williams, Luke Stewart, Jason Nazary) | 577 Records                                | 2022               | Jazz                                                                    |                                                                                   |
| Invitation to Openness                                | Hal Galper                                                                              | Origin Records                             | 18. März 2022      | Jazz                                                                    |                                                                                   |
| Jeder nur ein X                                       | Sportfreunde Stiller                                                                    | Vertigo Records, Universal                 | 11. November 2022  | Alternative, Indie-Pop                                                  |                                                                                   |
| Journal Four                                          | Howard Riley und Keith Tippett                                                          | NoBusiness Records                         | 2022               | Jazz                                                                    |                                                                                   |
| Just Justice                                          | Jones Jones                                                                             | ESP-Disk                                   | 2022               | Jazz, Neue Improvisationsmusik                                          |                                                                                   |
| Kessoku Band                                          | Bocchi the Rock!                                                                        | Aniplex                                    | 25. Dezember 2022  | J-Rock, Anison                                                          |                                                                                   |
| Live in Lisbon                                        | Ben Monder, Tony Malaby und Tom Rainey                                                  | Robalo                                     | 2022               | Jazz                                                                    |                                                                                   |
| Live in New York City, February 8, 1975               | Alan Braufman                                                                           | Valley of Search                           | 1. April 2022      | Jazz                                                                    |                                                                                   |
| Meine Reise                                           | Ronja Forcher                                                                           | Electrola                                  | 15. Juli 2022      | Pop                                                                     |                                                                                   |
| Mia Brentano’s Summerhouse                            | Mia Brentano                                                                            | Mons Records                               | 14. Januar 2022    | Neo-Klassik, Jazz, Third Stream, Easy Listening, New Age, Minimal Music |                                                                                   |
| Memento Mori                                          | Hostage                                                                                 | Warner Music Group                         | 28. Oktober 2022   | Metalcore, Post-Hardcore                                                | Debütalbum                                                                        |
| Monument                                              | Maria Faust                                                                             | Bush Flash Records                         | 2022               | Jazz, Neue Improvisationsmusik                                          |                                                                                   |
| Multi-Directional                                     | Andrew Lisle, John Edwards & Kit Downes                                                 | Raw Tonk                                   | 9. Mai 2022        | Jazz                                                                    |                                                                                   |
| Noch hier – Was ich noch singen wollte                | Hannes Wader                                                                            | Stockfisch Records                         | 2022               | Chanson / Liedermacher                                                  | 26. Studioalbum zu seinem 80. Geburtstag                                          |
| Octobres                                              | Sylvain Kassap                                                                          | RogueArt                                   | 2022               | Jazz                                                                    |                                                                                   |
| Only the Strong Survive                               | Bruce Springsteen                                                                       | Columbia Records                           | 11. November 2022  | Soul, R&B                                                               |                                                                                   |
| Patient Number 9                                      | Ozzy Osbourne                                                                           | Epic Records                               | 9. September 2022  | Hard Rock, Heavy Metal                                                  |                                                                                   |
| Preacher’s Daughter                                   | Ethel Cain                                                                              | Daughters of Cain Records                  | 12. Mai 2022       | Slowcore-, Americana-, Folk-, Ethereal- und Goth-Pop                    |                                                                                   |
| Prince and the Revolution: Live                       | Prince                                                                                  | NPG Records/Legacy Recordings              | 3. Juni 2022       | R&B, Electro Funk, Funk, Pop, Rock                                      | Livealbum                                                                         |
| Red and Blue Don’t Make Purple                        | Die Unwucht Featuring Achim Kaufmann                                                    | Label 11                                   | 2022               | Jazz, Neue Improvisationsmusik                                          |                                                                                   |
| Refraction Solo: Live at Church of the Holy Ghost     | Rodrigo Amado                                                                           | Trost Records                              | 28. Oktober 2022   | Jazz, Neue Improvisationsmusik                                          |                                                                                   |
| Songs from the Shelf                                  | Nik Kershaw                                                                             | Shorthouse Records                         | 6. Mai 2022        | Pop                                                                     |                                                                                   |
| Soundlift Berlin-New York                             | Stephen Gauci & Joe Hertenstein, feat. Alexander von Schlippenbach & Jan Roder          | gaucimusic                                 | 2022               | Jazz                                                                    |                                                                                   |
| Suffer in Hell                                        | Chelsea Grin                                                                            | ONErpm                                     | 11. November 2022  | Deathcore                                                               |                                                                                   |
| Surviving the Law                                     | Nazareth                                                                                | Frontiers Music                            | 15. April 2022     | Hard Rock                                                               |                                                                                   |
| Tabaluga – Die Welt ist wunderbar!                    | Peter Maffay                                                                            | Red Rooster Records                        | 14. Oktober 2022   | Pop-Rock                                                                |                                                                                   |
| The Cage                                              | Billy Idol                                                                              | Dark Horse Records / BMG Rights Management | 23. September 2022 | Rock                                                                    | EP                                                                                |
| The Charles Mingus Centennial Sessions                | Mingus Big Band                                                                         |                                            | 2022               | Jazz                                                                    |                                                                                   |
| The Classic Symptoms of a Broken Spirit               | Architects                                                                              | Epitaph Records                            | 21. Oktober 2022   | Metalcore, Alternative Metal                                            |                                                                                   |
| The End, So Far                                       | Slipknot                                                                                | Roadrunner Records                         | 30. September 2022 | Nu Metal, Alternative Metal                                             | Erstes Album mit Michael Pfaff und letztes Album mit Craig Jones und Jay Weinberg |
| The Great Escape Plan                                 | Joe Williamson und Dennis Egberth                                                       | Eigenverlag Dennis Egberth                 | 26. April 2022     | Neue Improvisationsmusik                                                |                                                                                   |
| The New Synthax                                       | Matthew Shipp und Mark Helias                                                           | RogueArt                                   | 14. November 2022  | Jazz                                                                    |                                                                                   |
| The War to End All Wars                               | Sabaton                                                                                 | Nuclear Blast                              | 4. März 2022       | Power Metal, Heavy Metal                                                |                                                                                   |
| The Zealot Gene                                       | Jethro Tull                                                                             | InsideOut                                  | 28. Januar 2022    | Progressive Rock, Folk-Rock                                             |                                                                                   |
| Unreleased: 1974–2016                                 | Tony Oxley                                                                              | Discus Music                               | 2022               | Neue Improvisationsmusik                                                |                                                                                   |
| Up in the Air Forever                                 | Ocean Grove                                                                             | UNFD                                       | 22. April 2022     | Nu Metal, Metalcore, Hardcore Punk                                      |                                                                                   |
| Uptown in Orbit                                       | Emmet Cohen                                                                             | Mack Avenue Records                        | 2022               | Jazz                                                                    |                                                                                   |
| Volumes & Surfaces                                    | Jason Stein, Damon Smith und Adam Shead                                                 | Balance Point Acoustics                    | 16. Januar 2022    | Jazz                                                                    |                                                                                   |
| Wanda                                                 | Wanda                                                                                   | Vertigo Records                            | 30. September 2022 | Pop-Rock, Alternative Rock                                              |                                                                                   |
| Was wir haben, ist für immer – Das Beste aus 5 Jahren | Ben Zucker                                                                              | Airforce1                                  | 28. Oktober 2022   | Schlager                                                                | Kompilation                                                                       |
| We’re Playing in Here?                                | Gebhard Ullmann, Steve Swell, Hilliard Greene und Barry Altschul                        | NoBusiness Records                         | 2022               | Jazz                                                                    |                                                                                   |
| Within                                                | Die Hochstapler                                                                         | Umlaut Records                             | 2022               | Jazz                                                                    |                                                                                   |
| Zeit                                                  | Rammstein                                                                               | Universal Music                            | 29. April 2022     | Neue Deutsche Härte                                                     |                                                                                   |

## Gestorben

### Januar
- 01. Januar: Max Julien, US-amerikanischer Schauspieler und Musiker (88)
- 02. Januar: Wladimir Chromtschenko, ukrainischer Organist und Orgelbauer (72)
- 02. Januar: Wilfried Rittau, deutscher Kirchenmusiker (89)
- 02. Januar: Jay Weaver, US-amerikanischer Bassist und Sänger (42)
- 03. Januar: George Bălan, rumänisch-deutscher Philosoph, Musikwissenschaftler und Aphoristiker (92)
- 03. Januar: Mario Lanfranchi, italienischer Opern- und Filmregisseur (94)
- 03. Januar: Don Stewart, US-amerikanischer Musiker, Arrangeur und Komponist (86)
- 03. Januar: Istvàn Zelenka, Schweizer Komponist und Performer (85)
- 05. Januar: Dale Clevenger, US-amerikanischer Hornist (81)
- 05. Januar: John Moriarty, US-amerikanischer Dirigent und Opernregisseur (91)
- 05. Januar: Volker Scherliess, deutscher Musikwissenschaftler (76)
- 05. Januar: Paul Warburton, US-amerikanischer Jazzmusiker (79)
- 06. Januar: Carlo Meliciani, italienischer Opernsänger (92)
- 06. Januar: Gloria Piedimonte, italienische Schauspielerin, Sängerin und Tänzerin (66)
- 07. Januar: R. Dean Taylor, kanadischer Sänger, Songschreiber und Produzent (82)
- 08. Januar: Marilyn Bergman, US-amerikanische Komponistin und Liedtexterin (92)
- 08. Januar: Michael Lang, US-amerikanischer Musikproduzent (77)
- 09. Januar: Jürgen Dietz, deutscher Jazzmusiker (68)
- 09. Januar: Maria Ewing, US-amerikanische Opernsängerin (71)
- 09. Januar: James Mtume, US-amerikanischer Musiker (76)
- 09. Januar: Jean Philippe, französischer Sänger (90)
- 10. Januar: Jack Hitchcock, US-amerikanischer Jazzmusiker (≈97)
- 10. Januar: Khan Jamal, US-amerikanischer Jazzmusiker (75)
- 10. Januar: Nodar Mamissaschwili, sowjetischer bzw. georgischer Komponist (91)
- 10. Januar: Burke Shelley, britischer Sänger, Bassist und Songwriter (71)
- 11. Januar: Rosa Lee Hawkins, US-amerikanische Sängerin (76)
- 11. Januar: Günter Ludwig, deutscher Pianist (91)
- 11. Januar: Jordi Sabatés, spanischer Musiker (73)
- 11. Januar: Serge Wintsch, Schweizer Jazzmusiker (≈85)

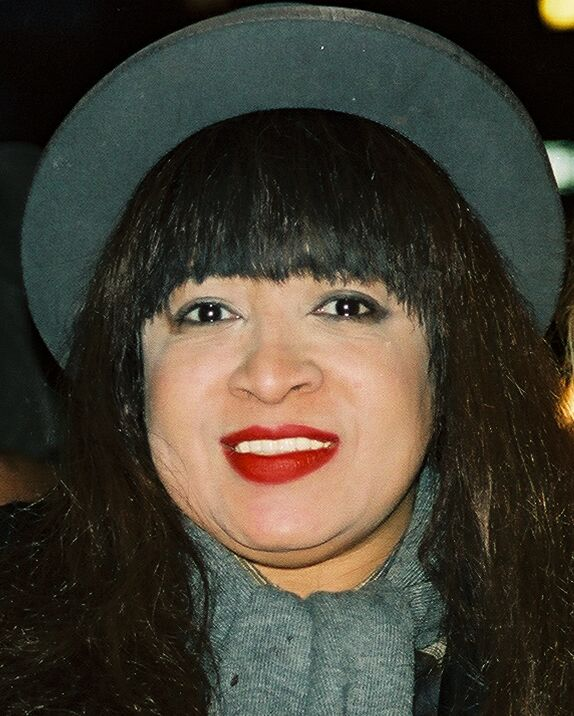
Ronnie Spector; † 12. Januar

- 12. Januar: Ronnie Spector, US-amerikanische Sängerin (78)
- 13. Januar: Fred Parris, US-amerikanischer Doo-Wap-Sänger und Songwriter (85)
- 13. Januar: Fred Van Hove, belgischer Pianist (84)
- 14. Januar: Montez Coleman, US-amerikanischer Schlagzeuger (48)
- 14. Januar: Dallas Frazier, US-amerikanischer Country-Sänger (82)
- 14. Januar: Davorin Kempf, kroatischer Komponist (74)
- 14. Januar: Rachel Nagy, US-amerikanische Sängerin (48)
- 15. Januar: Carmela Corren, israelische Schlagersängerin und Schauspielerin (83)
- 16. Januar: William Cochran, US-amerikanischer Opernsänger (78)
- 17. Januar: Nikša Bareza, kroatischer Dirigent (85)
- 17. Januar: Christian Berg, deutscher Musicalproduzent (55)
- 17. Januar: Tulivu-Donna Cumberbatch, US-amerikanische Jazzsängerin (71)
- 17. Januar: Armando Gama, portugiesischer Sänger (67)
- 17. Januar: Birju Maharaj, indischer Tänzer und Choreograph (83)
- 18. Januar: Dick Halligan, US-amerikanischer Multiinstrumentalist und Komponist (78)
- 18. Januar: Paavo Heininen, finnischer Komponist (84)
- 18. Januar: Rafael Rojas, mexikanischer Opernsänger (59)
- 18. Januar: Badal Roy, US-amerikanischer Perkussionist (77)
- 19. Januar: Nigel Rogers, britischer Opernsänger, Dirigent und Gesangspädagoge (86)

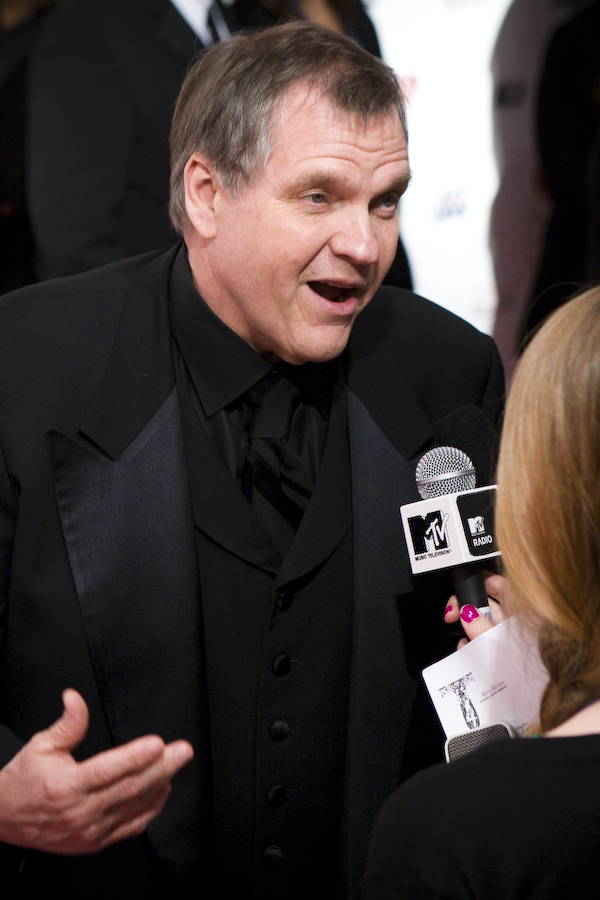
Meat Loaf; † 20. Januar

- 20. Januar: Meat Loaf, US-amerikanischer Rocksänger und Schauspieler (74)
- 20. Januar: Juro Mětšk, sorbischer Komponist (67)
- 20. Januar: Roy Sainsbury, britischer Jazzgitarrist (79)
- 20. Januar: Elza Soares, brasilianische Samba-Sängerin (91)
- 20. Januar: Karl Kaspar Trikolidis, österreichischer Dirigent (74)
- 21. Januar: Felicia Donceanu, rumänische Komponistin (90)
- 21. Januar: Carl Gross, deutscher Schlagersänger (89)

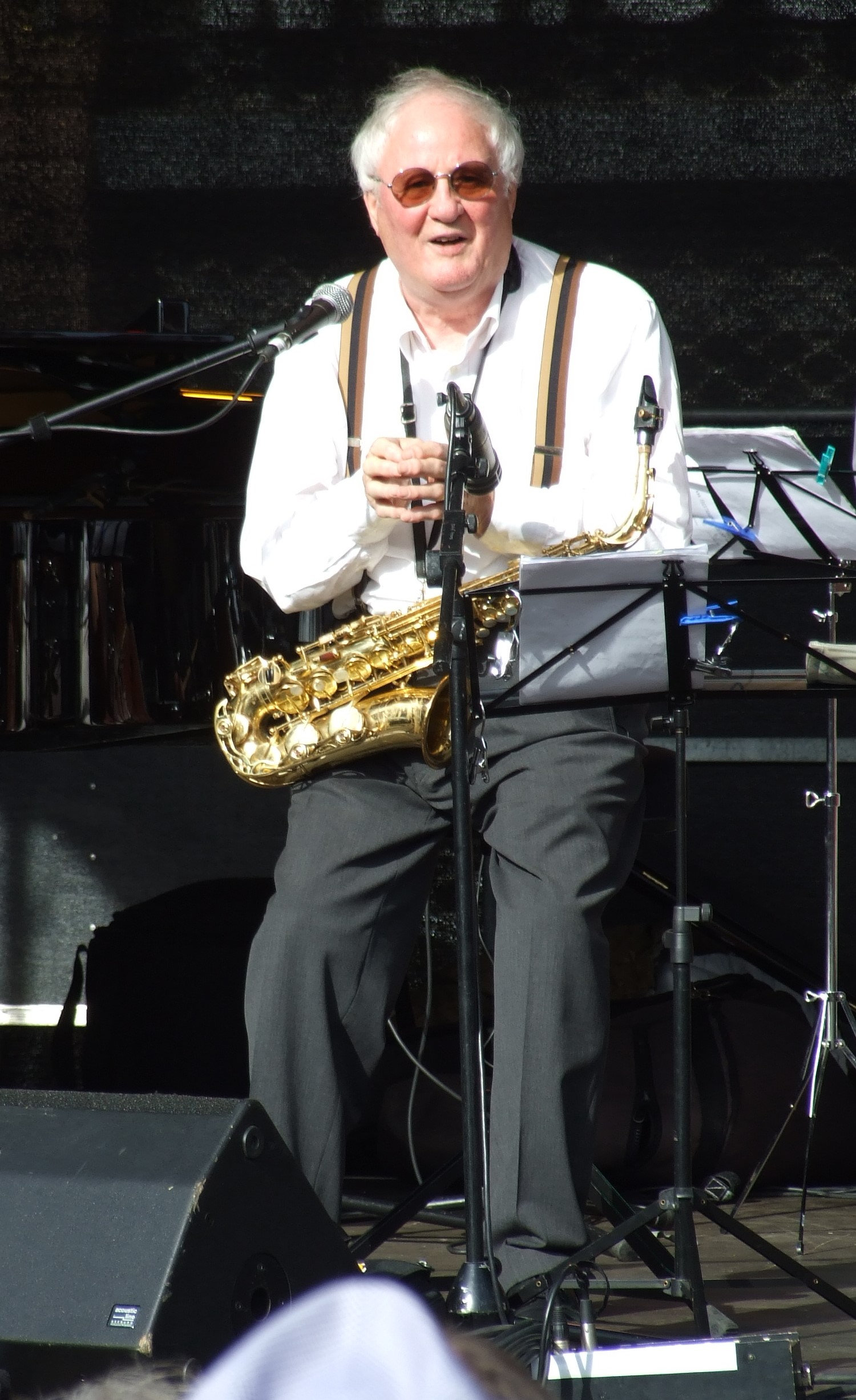
Emil Mangelsdorff; † 21. Januar

- 21. Januar: Emil Mangelsdorff, deutscher Jazzmusiker (96)
- 22. Januar: Aki Rahimovski, kroatischer Sänger (66)
- 22. Januar: Volker Schütz, deutscher Musikpädagoge (82)
- 22. Januar: Don Wilson, US-amerikanischer Gitarrist (88)
- 23. Januar: Beegie Adair, US-amerikanische Jazzpianistin (84)
- 23. Januar: Marija Kossewa, bulgarische Sängerin (≈91)
- 23. Januar: Bill De Kuiper, US-amerikanischer Jazzmusiker (68)
- 24. Januar: Boris „Yellow“ Pfeiffer, deutscher Musiker (53)
- 25. Januar: Jim Langabeer, neuseeländischer Jazzmusiker (79)
- 25. Januar: Heinz Werner Zimmermann, deutscher Komponist und Hochschullehrer (91)
- 26. Januar: Detlev Block, deutscher Geistlicher und Kirchenlieddichter (87)
- 26. Januar: Kenneth Wannberg, US-amerikanischer Komponist und Tontechniker (91)
- 27. Januar: Georg Christoph Biller, deutscher Dirigent und Kantor (66)
- 27. Januar: Mark Levine, US-amerikanischer Jazzmusiker (83)
- 27. Januar: Woody Mann, US-amerikanischer Gitarrist (69)
- 28. Januar: Michael Bernhard, deutscher Musikhistoriker, mittellateinischer Philologe und Orgelforscher (72)
- 29. Januar: Sam Lay, US-amerikanischer Bluesmusiker (86)
- 30. Januar: Jon Appleton, US-amerikanischer Komponist und Improvisationskünstler (83)
- 30. Januar: Winfried Höntsch, deutscher Musikwissenschaftler und Festspielintendant (91)
- 30. Januar: Philip Paul, US-amerikanischer Schlagzeuger (96)
- 31. Januar: Carleton Carpenter, US-amerikanischer Schauspieler und Songschreiber (95)
- 31. Januar: Jimmy Johnson, US-amerikanischer Bluesmusiker (93)
- 00. Januar: Christos Yermenoglou, griechischer Jazz- und Improvisationsmusiker (≈53)

### Februar
- 01. Februar: Endo Anaconda, Schweizer Singer-Songwriter (66)
- 01. Februar: Walter Barylli, österreichischer Violinist (100)
- 01. Februar: Leslie Parnas, US-amerikanischer Violoncellist (90)
- 01. Februar: Frédéric Rossille, französischer Komponist und Konzertpianist (66)
- 01. Februar: Ellen Tiedtke, deutsche Schauspielerin und Sängerin (91)
- 01. Februar: Jon Zazula, US-amerikanischer Musiklabelgründer (69)
- 02. Februar: Darrell Crooks, US-amerikanischer Gitarrist (64)
- 02. Februar: Joe Diorio, US-amerikanischer Jazzgitarrist (85)
- 02. Februar: Richard Hadlock, US-amerikanischer Jazzmusiker und Musikverleger (94)
- 02. Februar: Hans Sojer, österreichischer Opern-, Konzert- und Liedsänger (78)
- 03. Februar: Mickey Bass, US-amerikanischer Jazzmusiker und Komponist (78)
- 03. Februar: Oleg Molokojedov, litauischer Musiker und Musikjournalist (74)
- 05. Februar: Pat Britt, US-amerikanischer Jazzmusiker und Musikproduzent (82)
- 05. Februar: Rubén Fuentes, mexikanischer Komponist und Violinist (95)
- 06. Februar: George Crumb, US-amerikanischer Komponist (92)
- 06. Februar: Syl Johnson, US-amerikanischer Musiker (85)
- 06. Februar: Egon Linde, deutscher Musiker (77)

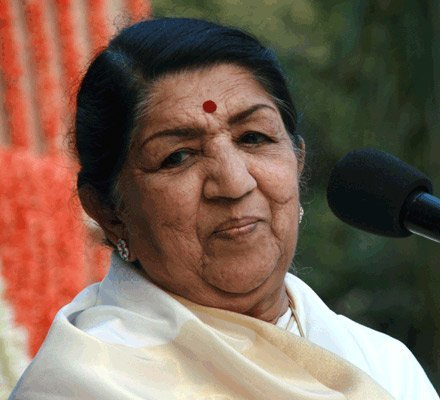
Lata Mangeshkar; † 6. Februar

- 06. Februar: Lata Mangeshkar, indische Sängerin (92)
- 07. Februar: Jacques Calonne, belgischer Komponist und Maler (91)
- 07. Februar: Zbigniew Namysłowski, polnischer Jazzmusiker (82)
- 09. Februar: Anđelka Bego-Šimunić, jugoslawische bzw. bosnische Komponistin und Hochschullehrerin kroatischer Herkunft (80)
- 09. Februar: Betty Davis, US-amerikanische Sängerin (77)
- 09. Februar: Joseph Horovitz, britischer Komponist und Dirigent (95)
- 09. Februar: Ian McDonald, britischer Musiker (75)
- 09. Februar: Nora Nova, deutsch-bulgarische Schlagersängerin (93)
- 09. Februar: Rolf Wollrad, deutscher Opernsänger (84)
- 10. Februar: Roman Kostrzewski, polnischer Metal-Musiker (61)
- 12. Februar: Ivo Ingram Beikircher, italienischer Sänger, Komponist und Schriftsteller (84)
- 12. Februar: Bob DeMeo, US-amerikanischer Jazzmusiker (66)
- 12. Februar: Aurelio de la Vega, US-amerikanischer Musikkritiker und Komponist (96)
- 12. Februar: Miguel Vicens, spanischer Bassist (77)
- 14. Februar: Ralf Bursy, deutscher Sänger und Musikproduzent (66)
- 14. Februar: Sandy Nelson, US-amerikanischer Schlagzeuger (83)
- 14. Februar: Irma Urteaga, argentinische Komponistin und Pianistin (92)

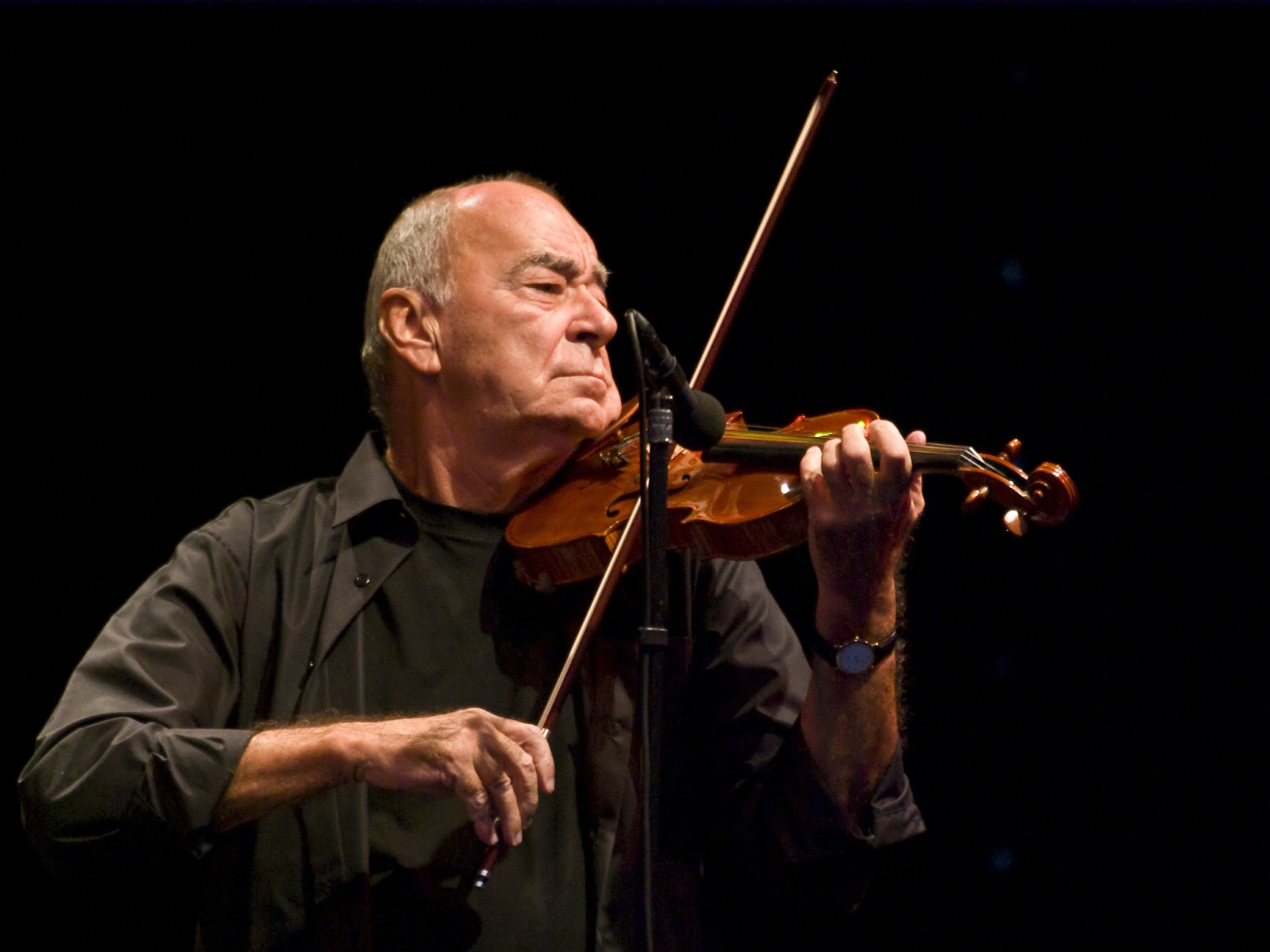
Toni Stricker; † 16. Februar

- 16. Februar: Toni Stricker, österreichischer Komponist und Geiger (91)
- 17. Februar: Dallas Good, kanadischer Sänger (48)
- 17. Februar: Christopher Scicluna, maltesischer Sänger (62)
- 17. Februar: Lewon Tschauschjan, armenisch-sowjetischer Komponist (75)
- 18. Februar: Mal Fitch, US-amerikanischer Jazz- und Unterhaltungsmusiker (95)
- 18. Februar: Khalid Moss, US-amerikanischer Jazzpianist (75)
- 18. Februar: Yōichirō Ōmachi, japanischer Dirigent und Hochschulprofessor (90)
- 19. Februar: Judith Beckmann, US-amerikanische Opernsängerin (86)

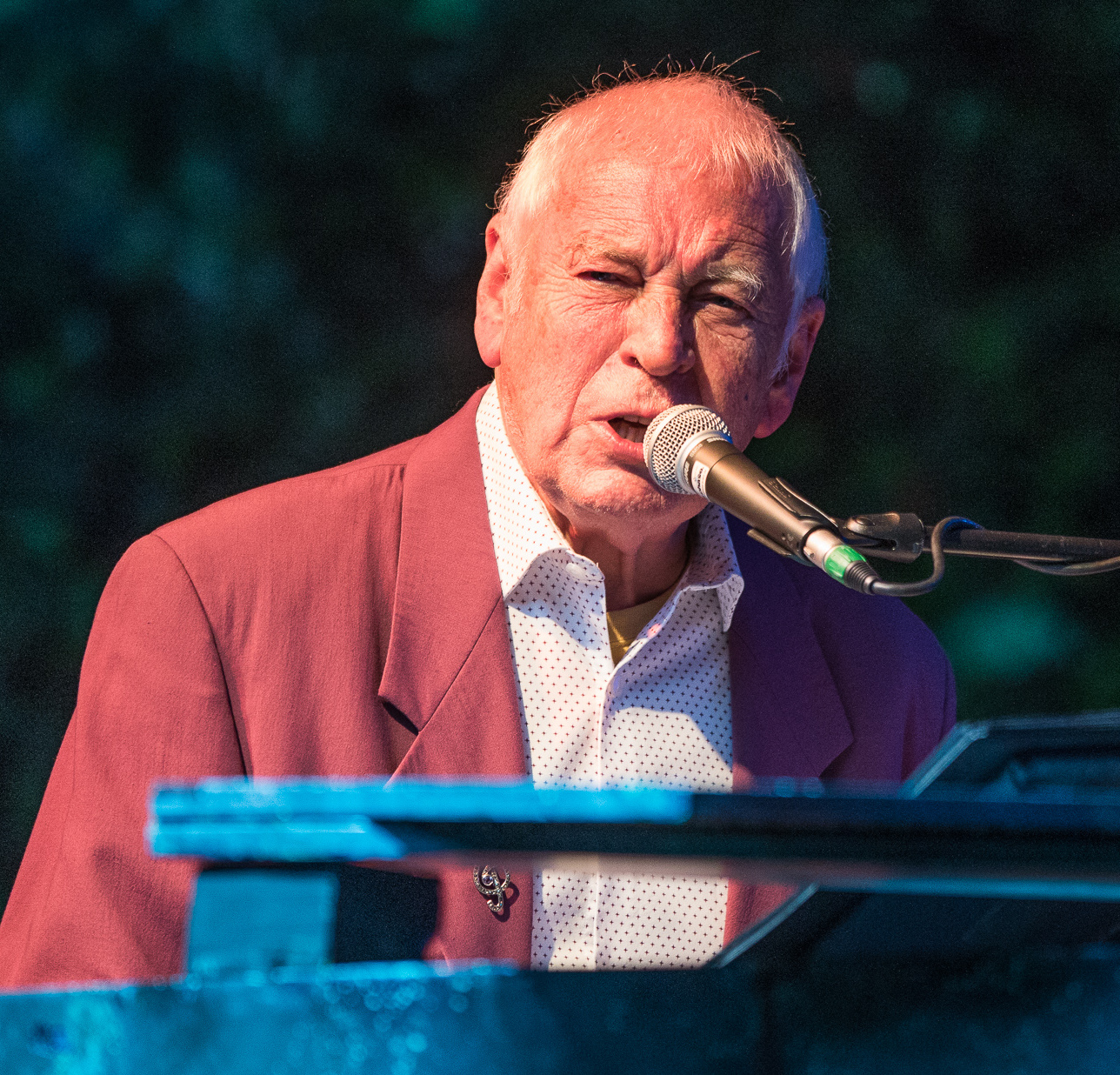
Gary Brooker; † 19. Februar

- 19. Februar: Gary Brooker, britischer Rockmusiker (76)
- 20. Februar: Joni James, US-amerikanische Popsängerin (91)
- 20. Februar: Nils Lindberg, schwedischer Pianist, Organist und Komponist (88)
- 20. Februar: Jean-Lou Vanderborght, belgischer Jazzpianist (88)
- 21. Februar: Ernie Andrews, US-amerikanischer Blues- und Jazzsänger (94)
- 21. Februar: Andreas Herbig, deutscher Musikproduzent (55)
- 22. Februar: Maffy Falay, türkischer Trompeter (91)

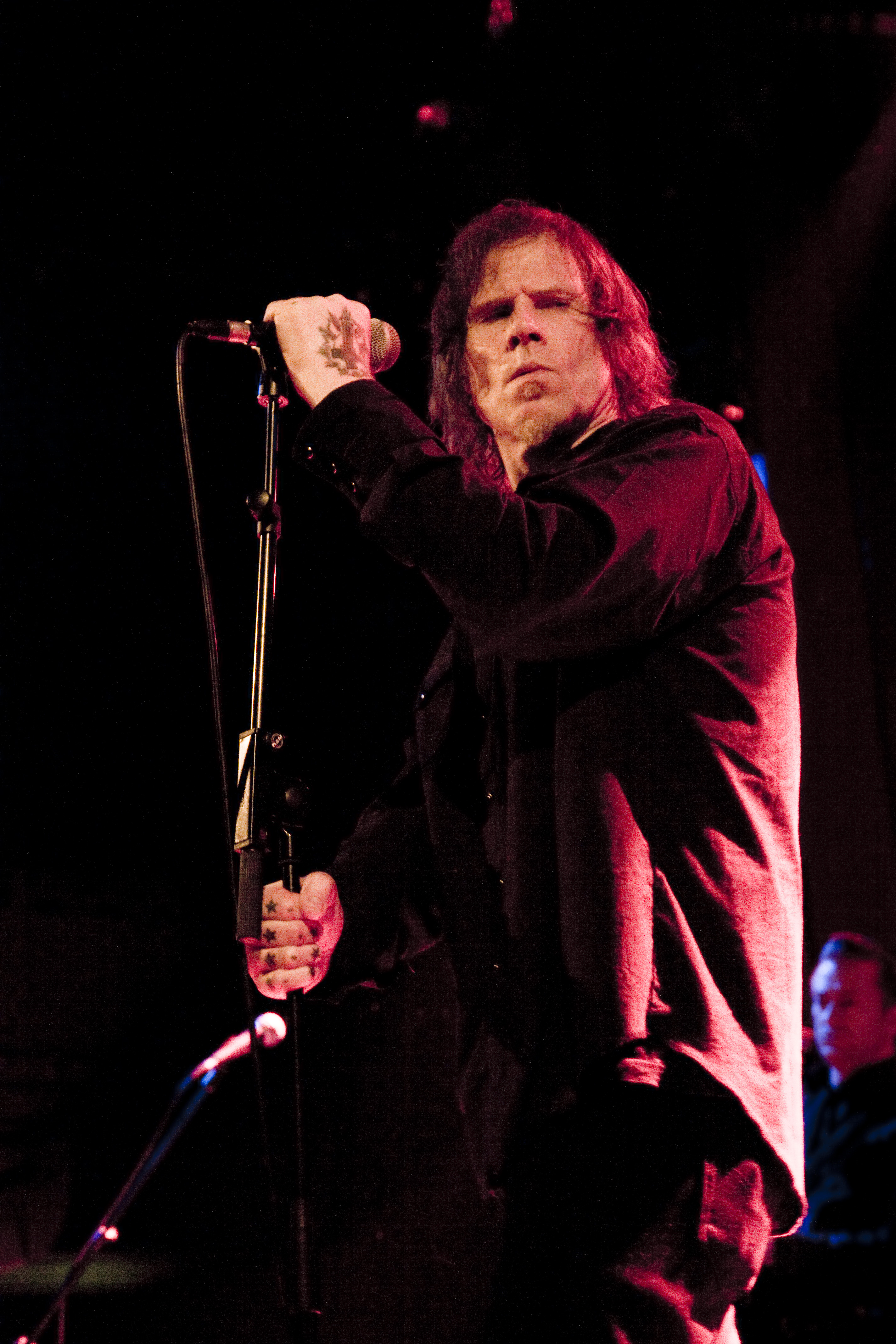
Mark Lanegan; † 22. Februar

- 22. Februar: Mark Lanegan, US-amerikanischer Sänger und Songwriter (57)
- 22. Februar: Josephine Veasey, britische Opernsängerin (91)
- 23. Februar: Carlos Barbosa-Lima, brasilianischer Gitarrist, Arrangeur und Hochschullehrer (77)
- 23. Februar: Riky Rick, südafrikanischer Rapper, Sänger und Songwriter (34)
- 23. Februar: Antonietta Stella, italienische Opernsängerin (92)
- 25. Februar: Oliver Frank, deutscher Schlagersänger (58)
- 26. Februar: Michail Goleminow, bulgarischer Komponist (65)
- 27. Februar: Hanna Hawrylez, ukrainische Komponistin und Musikpädagogin (63)
- 00. Februar: Egon Friedler, uruguayischer Journalist und Musikkritiker (89)

### März
- 01. März: Bernard Arcadio, französischer Unterhaltungs- und Jazzmusiker (76)
- 01. März: Conrad Janis, US-amerikanischer Schauspieler und Jazz-Posaunist (94)
- 01. März: Warner Mack, US-amerikanischer Country-Sänger und Songwriter (86)
- 02. März: Johnny Brown, US-amerikanischer Schauspieler, Komiker und Sänger (84)
- 02. März: Thomas Fanger, deutscher Musiker (59)
- 07. März: Zhou Guangren, chinesische Pianistin (93)
- 08. März: René Clemencic, österreichischer Komponist, Musiker und Musikwissenschaftler (94)

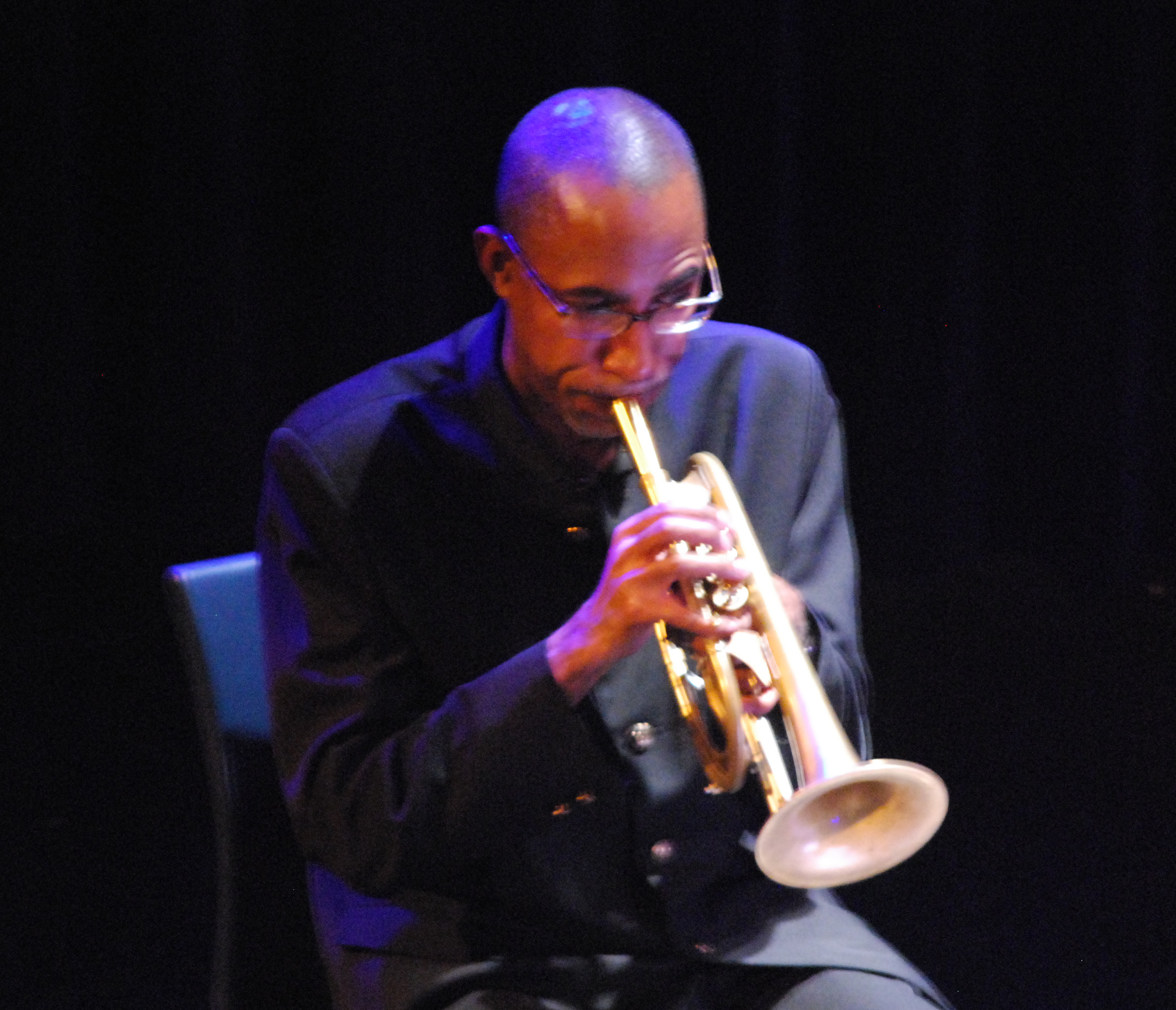
Ron Miles; † 8. März

- 08. März: Ron Miles, US-amerikanischer Jazz-Trompeter (58)
- 08. März: John Murphy, US-amerikanischer Jazzmusiker, Hochschullehrer und Musikethnologe (60)
- 08. März: Isao Suzuki, japanischer Jazzmusiker (89)
- 09. März: Richie Allen, US-amerikanischer Surf-Sound-Musiker (86)
- 09. März: Daniel Nevers, französischer Musikhistoriker und -produzent (75)
- 10. März: Emilio Delgado, US-amerikanischer Schauspieler und Sänger (81)
- 10. März: Annerose Schmidt, deutsche Pianistin (85)
- 11. März: Thomas Banholzer, deutscher Jazzmusiker (67)
- 11. März: Timmy Thomas, US-amerikanischer Musiker (77)
- 12. März: Marvin Jones, US-amerikanischer Jazzmusiker (61)
- 12. März: Pete St. John, irischer Folk-Musiker (90)
- 12. März: Jessica Williams, US-amerikanische Jazzpianistin (73)
- 14. März: Pervis Spann, US-amerikanischer Radiomoderator, Konzertveranstalter, Clubeigentümer und Manager (89)
- 15. März: Dennis González, US-amerikanischer Jazz-Trompeter (67)
- 15. März: Nina Novak, polnisch-venezolanische Primaballerina, Choreografin, Ballettdirektorin und Tanzlehrerin (98)
- 16. März: Barbara Morrison, US-amerikanische Sängerin (72)
- 18. März: Glen Glenn, US-amerikanischer Rockabilly-Sänger (87)
- 18. März: Bernabé Martí, spanischer Opernsänger (93)
- 18. März: Hannes Stütz, deutscher Kabarettist und Liedermacher (85)
- 19. März: Michail Jurowski, russischer Dirigent (76)
- 20. März: Siegrid Ernst, deutsche Komponistin und Musikpädagogin (93)
- 21. März: Giorgio Buratti, italienischer Jazzmusiker (87)
- 21. März: Marvin Jackson, US-amerikanischer Rockabilly und Country-Musiker (86)
- 22. März: Leo Plettner, deutscher Dirigent (81)
- 25. März: Mira Calix, südafrikanische Musikerin (52)

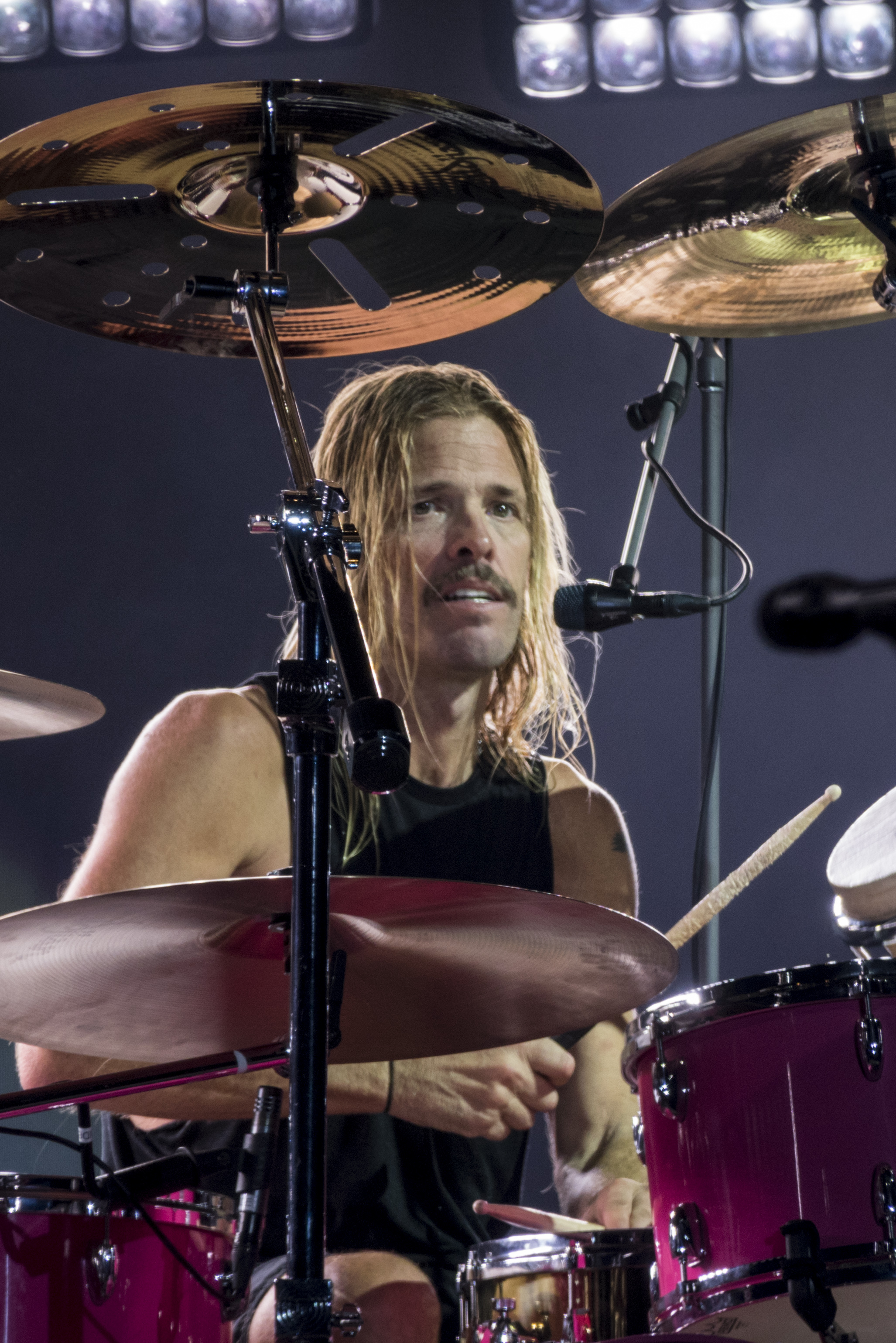
Taylor Hawkins; † 25. März

- 25. März: Taylor Hawkins, US-amerikanischer Schlagzeuger (50)
- 25. März: Philip Jeck, britischer Komponist und Multimediakünstler (69)
- 25. März: Hans Priem-Bergrath, deutscher Bratscher, Violinist und Dirigent (96)
- 26. März: Jeff Carson, US-amerikanischer Country-Sänger (58)
- 26. März: Tina May, britische Jazzsängerin (60)
- 26. März: Keaton Pierce, US-amerikanischer Rocksänger (31)
- 27. März: Karl Korte, US-amerikanischer Komponist und Musikpädagoge (93)
- 27. März: Franz Mohr, deutsch-US-amerikanischer Klaviertechniker und Autor (94)
- 27. März: Ferdinand Weiss, österreichischer Komponist (88)
- 29. März: Donald „Tabby“ Shaw, jamaikanischer Reggae-Sänger (66)
- 30. März: Tom Parker, britischer Sänger (33)
- 31. März: Joseph Kalichstein, US-amerikanischer klassischer Musiker (76)

### April
- 01. April: C. W. McCall, US-amerikanischer Countrysänger (93)
- 01. April: Fitzroy „Bunny“ Simpson, jamaikanischer Reggaesänger (70)
- 03. April: Pamela Rooke, britisches Model und Schauspielerin (66)
- 04. April: Frank Bankowsky, deutscher Metal-Bassist (56)
- 04. April: Joe Messina, US-amerikanischer Jazz- und Studiomusiker (93)
- 05. April: Boris Brott, kanadischer Dirigent (78)
- 05. April: Bobby Rydell, US-amerikanischer Sänger, Entertainer und Schauspieler (79)
- 07. April: Elias Davidsson, isländischer Komponist und politischer Autor (81)
- 07. April: Miguel Ángel Estrella, argentinischer Pianist (81)
- 07. April: Josef Alois Náhlovský, tschechischer Humorist, Entertainer, Musiker, Schauspieler und Schriftsteller (72)
- 07. April: Birgit Nordin, schwedische Opernsängerin (88)
- 07. April: Gerald Stier, deutscher Komponist und Landeskirchenmusikdirektor (81)

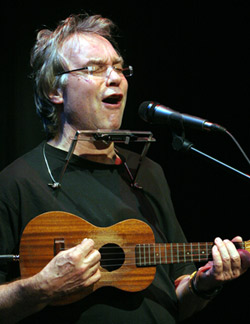
Frank Baier; † 9. April

- 09. April: Frank Baier, deutscher Sänger und Liedermacher (79)
- 09. April: Donald Smith, US-amerikanischer Jazz-Pianist (78)
- 10. April: Philippe Boesmans, belgischer Komponist (85)
- 10. April: Hein van der Gaag, niederländischer Boogie-Woogie- und Jazzmusiker (Piano, Komposition) (84)
- 11. April: Charnett Moffett, US-amerikanischer Jazz-Bassist (54)
- 11. April: Yves Teicher, belgischer Geiger (60)
- 12. April: David Freel, US-amerikanischer Rockmusiker (64)
- 13. April: Tim Feerick, US-amerikanischer Rockmusiker (34)
- 14. April: Orlando Julius, nigerianischer Saxophonist, Sänger, Komponist und Bandleader (79)
- 15. April: Leo Boni, US-amerikanischer Blues- und Jazzmusiker (57)
- 15. April: Art Rupe, US-amerikanischer Musikproduzent (104)
- 17. April: Roderick „Pooh“ Clark, US-amerikanischer R&B-Sänger (49)
- 17. April: DJ Kayslay, US-amerikanischer DJ und Radiomoderator (55)

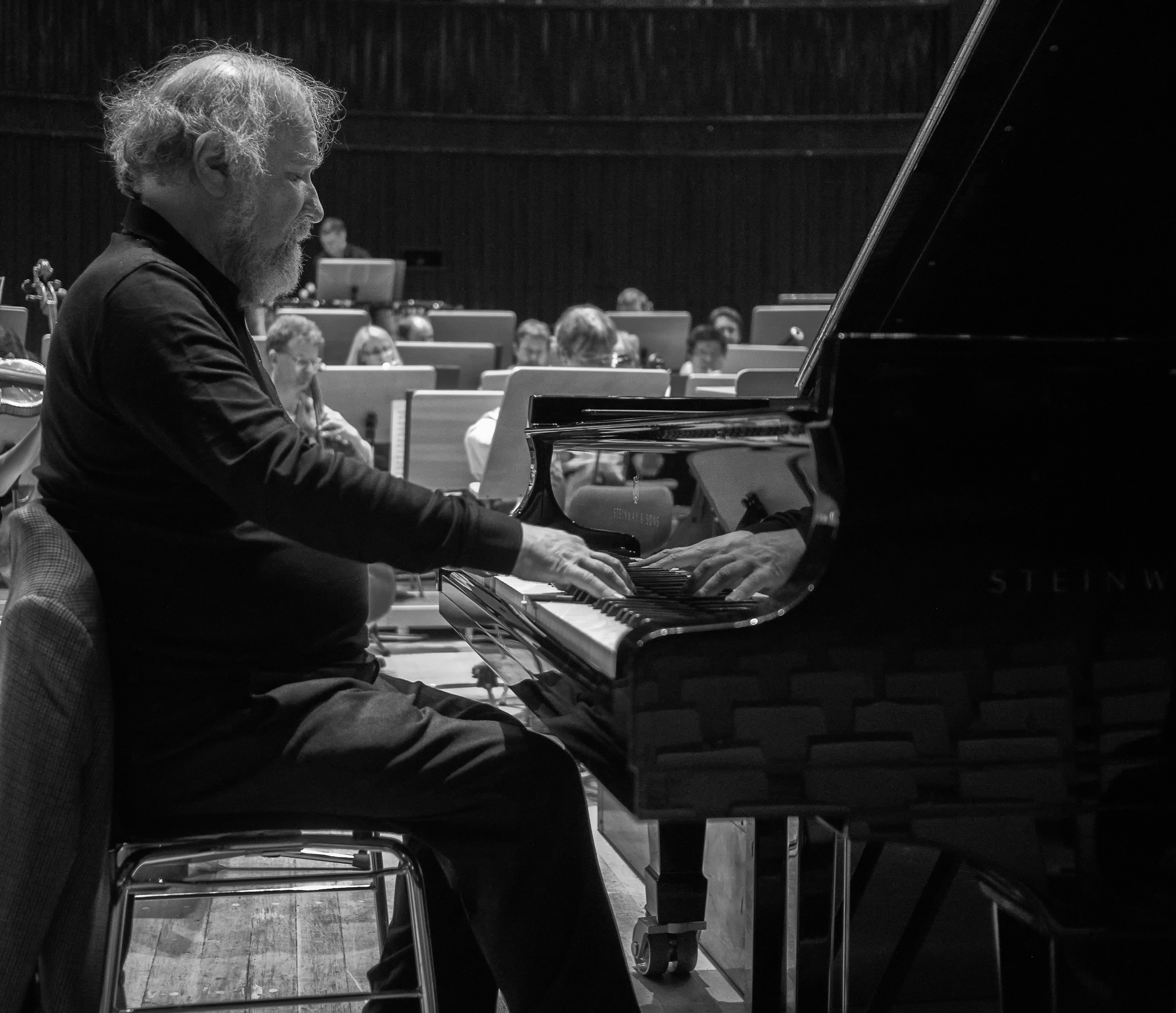
Radu Lupu; † 17. April

- 17. April: Radu Lupu, rumänischer Pianist (76)
- 17. April: Catherine Spaak, französisch-italienische Schauspielerin und Sängerin (77)
- 17. April: Markus Zahnhausen, deutscher Komponist und Blockflötist (57)
- 18. April: Nicholas Angelich, US-amerikanischer Pianist (51)
- 18. April: Harrison Birtwistle, britischer Komponist (87)
- 18. April: José Luis Cortés, kubanischer Flötist, Komponist, Bandleader und Musikproduzent (70)
- 18. April: Josif Gofenberg, ukrainisch-deutscher Akkordeonist und Klezmervirtuose (72)
- 18. April: Andrzej Korzyński, polnischer Komponist (82)
- 18. April: Janez Matičič, slowenischer Komponist, Dirigent, Pianist und Hochschullehrer (95)
- 19. April: Inge Raba, deutsche Cellistin (99)
- 20. April: Guitar Shorty, US-amerikanischer Bluesgitarrist, Sänger und Songwriter (87)
- 20. April: Jan Heinke, deutscher Musiker (≈54)
- 21. April: Renate Holm, deutsch-österreichische Opernsängerin und Schauspielerin (90)
- 21. April: Cynthia Plaster Caster, US-amerikanisches Groupie (74)
- 22. April: Adelhard Roidinger, österreichischer Jazzmusiker (80)
- 23. April: Arno, belgischer Sänger (72)
- 24. April: Reid Jorgensen, US-amerikanischer Jazzmusiker (79)
- 24. April: Jacques Poustis, französischer Sänger (73)

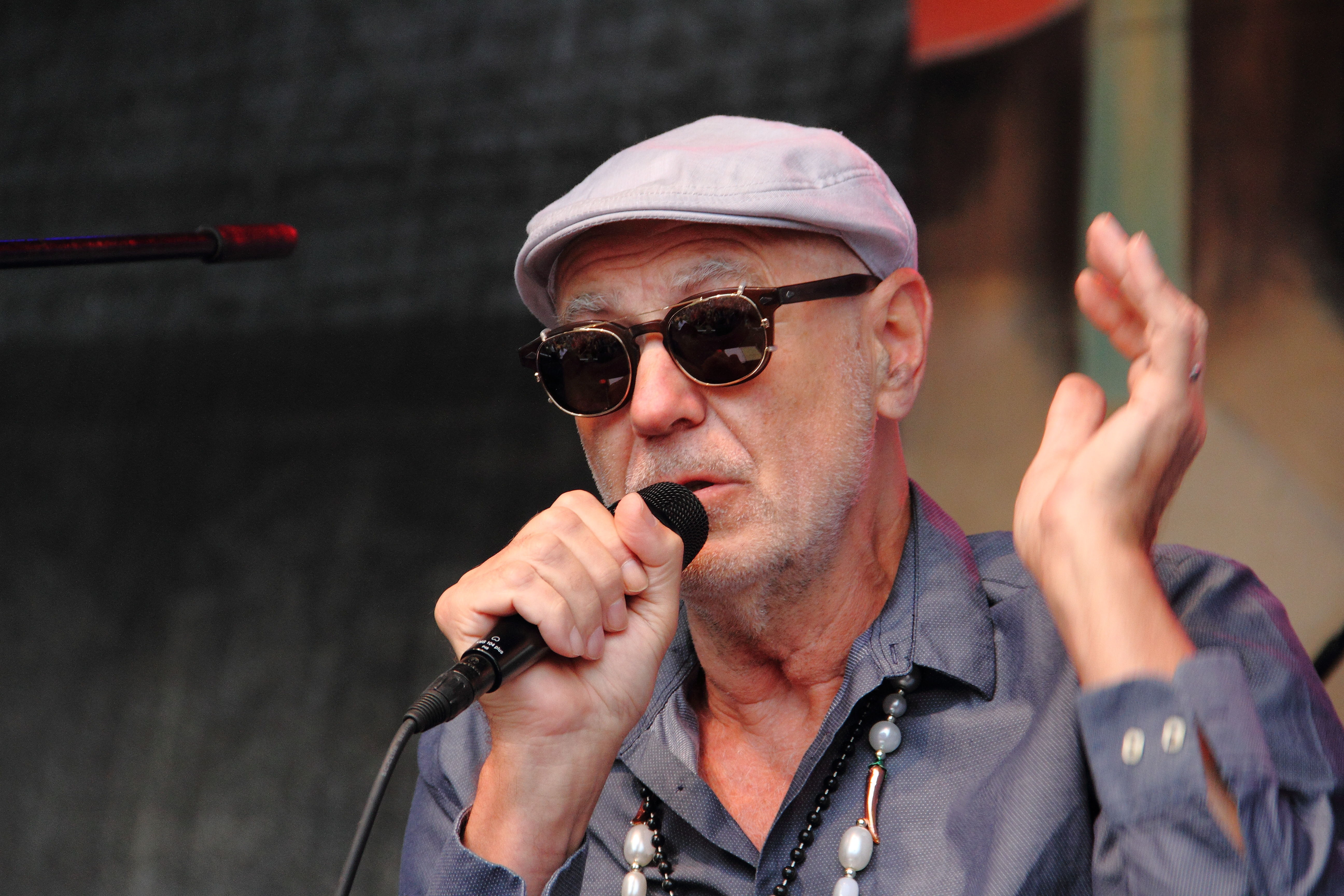
Willi Resetarits; † 24. April

- 24. April: Willi Resetarits, österreichischer Sänger und Menschenrechtsaktivist (73)
- 24. April: Gerhard Track, österreichischer Komponist und Chorleiter (87)
- 24. April: Andrew Woolfolk, US-amerikanischer Funk-, Soul- und R&B-Künstler (71)
- 25. April: Beta Berk Bayındır, türkischer Rapper und Songwriter (32)
- 25. April: Susan Jacks, kanadische Sängerin, Songautorin und Musikproduzentin (73)

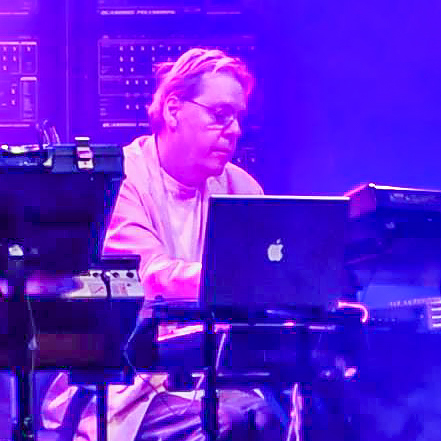
Klaus Schulze; † 26. April

- 26. April: Klaus Schulze, deutscher Komponist und Musikproduzent (74)
- 27. April: Judy Henske, US-amerikanische Sängerin und Songschreiberin (85)
- 27. April: Gene Santoro, US-amerikanischer Musikkritiker und Autor (71)
- 29. April: Allen Blairman, US-amerikanischer Schlagzeuger (81)
- 30. April: Naomi Judd, US-amerikanische Country-Sängerin (76)

### Mai
- 01. Mai: Totoyo Millares, spanischer Musiker (86)
- 01. Mai: Régine, französische Chanson-Sängerin und Schauspielerin (92)
- 03. Mai: Boris Porena, italienischer Komponist und Kulturphilosoph (94)
- 04. Mai: Ruža Nikolić-Lakatos, Sängerin der Lovara (77)
- 07. Mai: Bob Barnard, australischer Jazzmusiker (88)
- 07. Mai: Mickey Gilley, US-amerikanischer Country-Sänger (86)
- 08. Mai: Hans Herbert Böhrs, deutscher Musiker, Komiker und Schauspieler (82)
- 10. Mai: Doug Caldwell, neuseeländischer Jazzmusiker (94)
- 10. Mai: Shiv Kumar Sharma, indischer Musiker (84)
- 10. Mai: Trevor Strnad, US-amerikanischer Metal-Sänger (41)
- 11. Mai: William Bennett, britischer Flötist (86)
- 11. Mai: Aleksandre Toradse, georgischer Pianist (69)
- 12. Mai: Djalu Gurruwiwi, australischer Didgeridoo-Bauer und Musiker (≈86)
- 12. Mai: Ben Moore, US-amerikanischer Soul- und Gospel-Sänger (80)
- 12. Mai: Hauke Strübing, deutscher Hörfunkmoderator und Herausgeber (83)

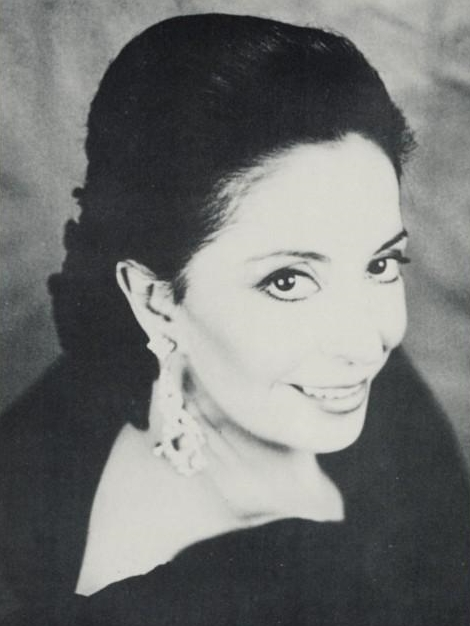
Teresa Berganza; † 13. Mai

- 13. Mai: Teresa Berganza, spanische Opernsängerin (89)
- 13. Mai: Simon Preston, britischer Organist, Dirigent und Komponist (83)
- 14. Mai: Robert Cogoi, belgischer Sänger (82)
- 15. Mai: Maggie Peterson, US-amerikanische Schauspielerin und Sängerin (81)
- 17. Mai: Wolfgang Fernow, deutscher Kontrabassist und Komponist (70)
- 17. Mai: Eli Fountain, US-amerikanischer Jazzmusiker (63)

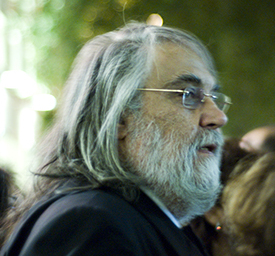
Vangelis; † 17. Mai

- 17. Mai: Vangelis, griechischer Komponist (79)
- 18. Mai: Linda Lawson, US-amerikanische Schauspielerin und Sängerin (86)
- 18. Mai: Bob Neuwirth, US-amerikanischer Songwriter, Gitarrist, Sänger, Produzent und Maler (82)
- 18. Mai: Paul Plimley, kanadischer Jazz- und Improvisationsmusiker (69)
- 19. Mai: Jean-Louis Comolli, französischer Filmregisseur, Filmkritiker und Jazzautor (80)
- 19. Mai: Wädi Gysi, Schweizer Gitarrist und Sänger (63)
- 19. Mai: Johannes Weinberger, österreichischer Schriftsteller und Musiker (46)
- 19. Mai: Bernard Wright, US-amerikanischer Keyboarder (58)
- 22. Mai: Wolfgang Kubach, deutscher Schlagersänger und Stimmenimitator (75)
- 23. Mai: Hank Bartels, US-amerikanischer Jazzmusiker (90)

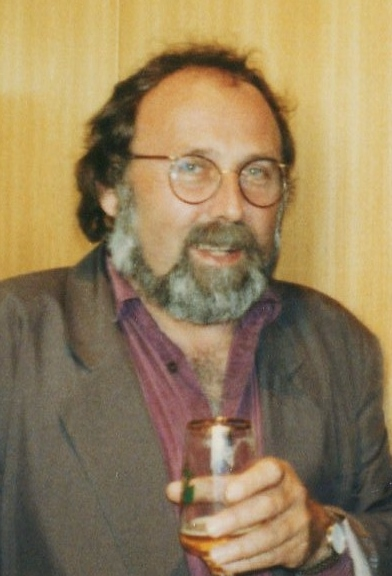
Hans Scheibner; † 23. Mai

- 23. Mai: Hans Scheibner, deutscher Satiriker, Liedermacher und Kabarettist (85)
- 24. Mai: Ludger Edelkötter, deutscher Komponist und Musikpädagoge (81)
- 24. Mai: Werner Keppel, deutscher Sänger und Gitarrist (89)
- 25. Mai: Jean-Louis Chautemps, französischer Jazzmusiker und -autor (90)
- 25. Mai: Paul Haag, Schweizer Jazzmusiker (80)

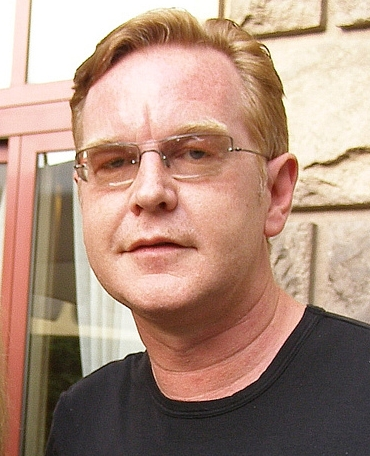
Andrew Fletcher; † 26. Mai

- 26. Mai: Andrew Fletcher, britischer Musiker (60)
- 26. Mai: Alan White, britischer Schlagzeuger (72)
- 27. Mai: Juan José Mosalini, argentinisch-französischer Bandoneonist und Komponist (78)
- 28. Mai: Victor von Halem, deutscher Opernsänger (82)
- 29. Mai: Ronnie Hawkins, US-amerikanischer Sänger und Pianist (87)
- 29. Mai: Eva Maria Rogner, Schweizer Opernsängerin (93)
- 30. Mai: Hasso Veit, deutscher Musiker (91)
- 31. Mai: Volker Bräutigam, deutscher Komponist und Kirchenmusiker (83)
- 31. Mai: Hansheiri Dahinden, Schweizer Politiker und Liedermacher (90)
- 31. Mai: Susi Dorée, deutsche Schlagersängerin (80)
- 31. Mai: Pete Gallio, US-amerikanischer Jazzmusiker (55)
- 31. Mai: Dave Smith, US-amerikanischer Ingenieur und Musiker (72)

### Juni
- 02. Juni: Kai Bumann, deutscher Dirigent (60)
- 02. Juni: Charles Eubanks, US-amerikanischer Jazzmusiker (73)
- 02. Juni: Gracia Montes, spanische Sängerin (86)
- 02. Juni: Leroy Williams, US-amerikanischer Jazz-Schlagzeuger (85)
- 03. Juni: Chris Evans, deutsch-britischer Musiker, Komponist und Produzent (82)
- 03. Juni: Grachan Moncur III, US-amerikanischer Jazzmusiker (85)
- 05. Juni: Alec John Such, US-amerikanischer Bassist (70)
- 06. Juni: Jim Seals, US-amerikanischer Sänger und Musiker (79)
- 07. Juni: Johannes Gabriel, deutscher Schauspieler und Hörspielsprecher (52)
- 08. Juni: David Lloyd-Jones, britischer Dirigent (87)

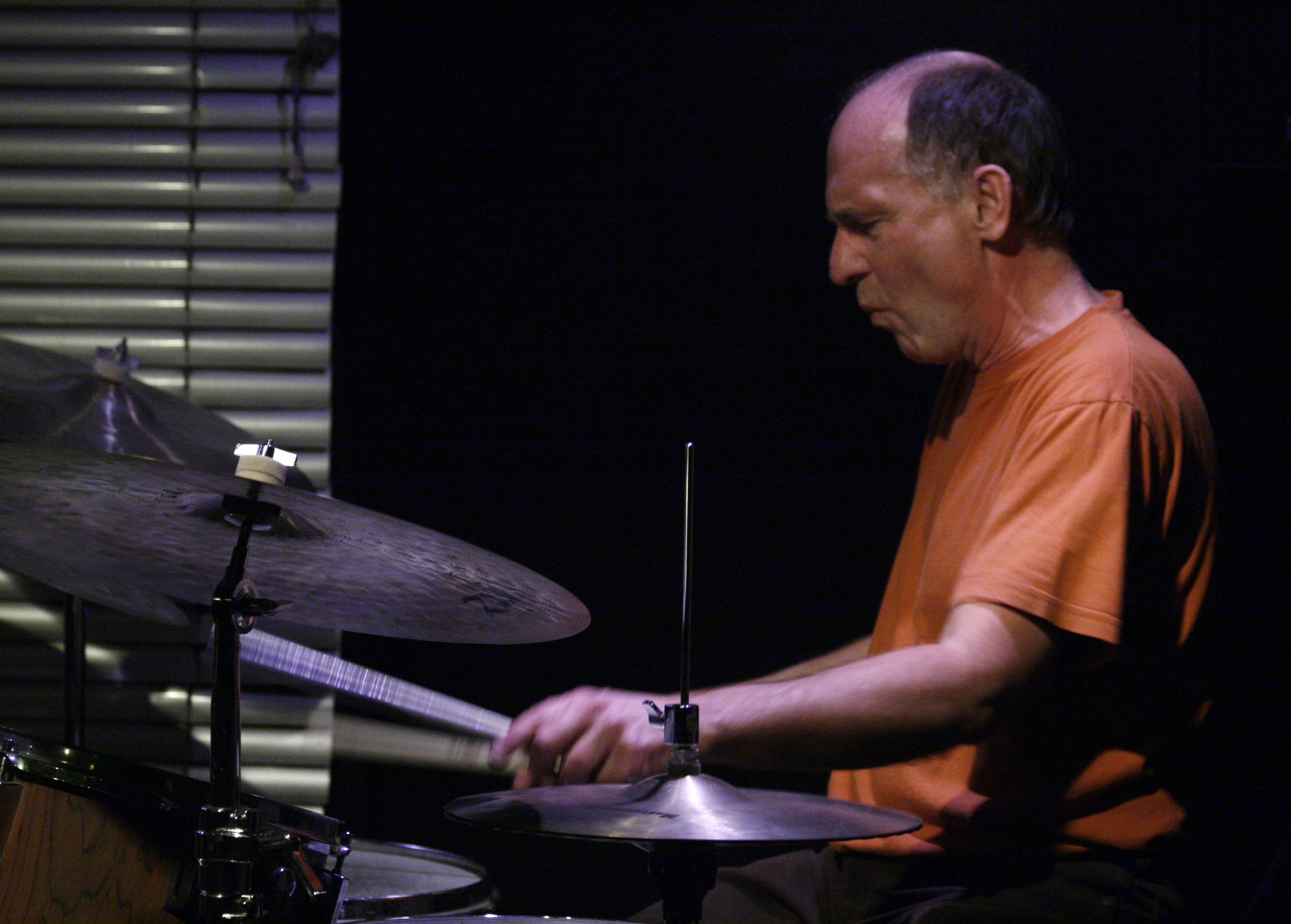
Wolfgang Reisinger; † 8. Juni

- 08. Juni: Wolfgang Reisinger, österreichischer Schlagzeuger (66)
- 09. Juni: Commander Tom, deutscher DJ und Musikproduzent (59)
- 09. Juni: Julee Cruise, US-amerikanische Sängerin (65)
- 10. Juni: Klaus Scharfschwerdt, deutscher Schlagzeuger (68)
- 12. Juni: Roman Bunka, deutscher Gitarrist, Oudspieler und Komponist (70)
- 14. Juni: William Marsh, US-amerikanischer Kampfsportler und Soulsänger (≈78)
- 14. Juni: Joel Whitburn, US-amerikanischer Sachbuchautor, bekannt für seine Auswertungen der US-amerikanischen Musikcharts (82)
- 16. Juni: Big Rude Jake, kanadischer Musiker (59)
- 16. Juni: Ivonne Haza, dominikanische Sängerin (83)
- 17. Juni: Peter Maus, deutscher Opernsänger (74)
- 18. Juni: Hans-Dieter Bader, deutscher Opernsänger (84)
- 18. Juni: Wilma Schmidt, deutsche Opernsängerin (95)
- 19. Juni: Jim Schwall, US-amerikanischer Bluesmusiker (79)
- 19. Juni: Matthias Winckelmann, deutscher Jazzproduzent und Labelbetreiber (81)
- 20. Juni: Kurt Equiluz, österreichischer Kammersänger (93)
- 20. Juni: Gerhard Kuhn, deutscher Orgelbauer (79)
- 21. Juni: Peter Clive, kanadischer Literatur- und Musikwissenschaftler (≈97)
- 21. Juni: James Rado, US-amerikanischer Schauspieler und Songwriter (90)
- 22. Juni: Eddie de Haas, US-amerikanischer Jazzmusiker (92)
- 23. Juni: Juri Schatunow, russischer Sänger (48)
- 24. Juni: Lawrence Moss, US-amerikanischer Komponist und Musikpädagoge (94)
- 26. Juni: Adele Armin, kanadische Geigerin (76)
- 26. Juni: Jan Minařík, tschechisch-deutscher Tänzer (76)

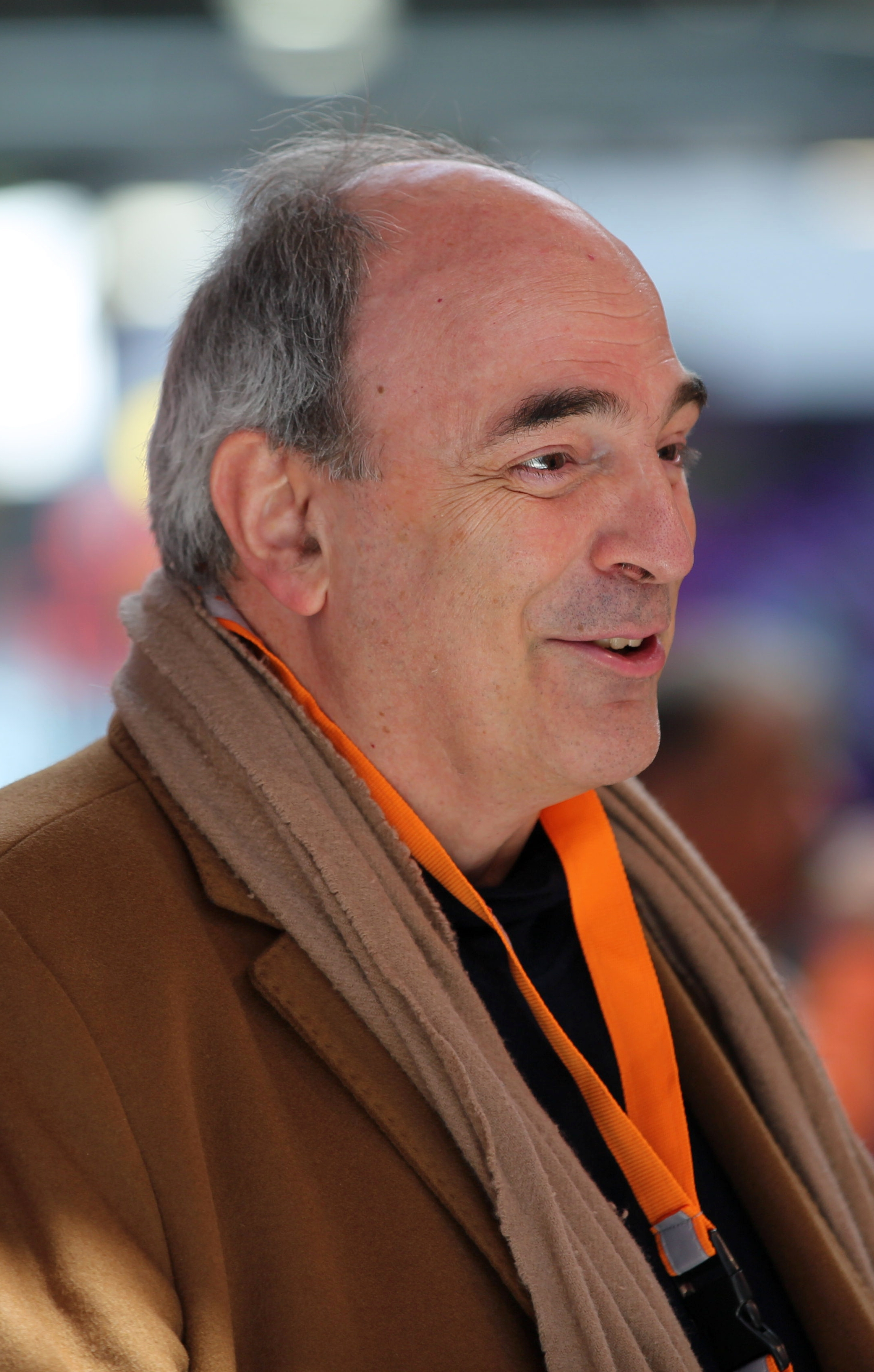
William Cohn; † 30. Juni

- 30. Juni: William Cohn, deutscher Sprecher, Schauspieler und Sänger (65)

### Juli
- 01. Juli: Irene Fargo, italienische Popsängerin und Musicaldarstellerin (59)
- 01. Juli: Richard Taruskin, US-amerikanischer Musikwissenschaftler, -kritiker und -historiker (77)
- 02. Juli: Peter Brook, britischer Theater- und Filmregisseur (97)
- 04. Juli: Alan Blaikley, britischer Songwriter (82)
- 04. Juli: Wolfgang Bruneder, österreichischer Musikpädagoge (81)

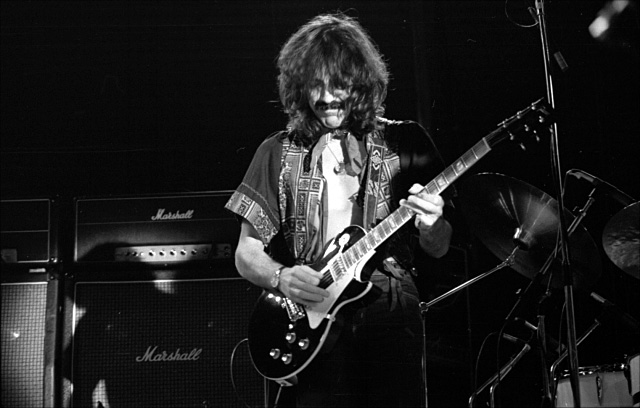
Manny Charlton; † 5. Juli

- 05. Juli: Manny Charlton, spanischer Rockgitarrist (80)
- 05. Juli: Alfred Koerppen, deutscher Komponist (95)
- 05. Juli: Bob Tutupoly, indonesischer Sänger und Liedermacher (82)
- 07. Juli: Zip Schlitzer, deutscher Musiker (≈60)
- 07. Juli: Adam Wade, US-amerikanischer Sänger und Moderator (87)
- 09. Juli: Rudolf Schasching, österreichischer Opernsänger (65)
- 09. Juli: Barbara Thompson, britische Saxophonistin (77)
- 11. Juli: Monty Norman, britischer Komponist und Sänger (94)
- 12. Juli: Bramwell Tovey, britischer Dirigent, Pianist und Komponist (69)
- 12. Juli: Jan Wijn, niederländischer Pianist und Musikpädagoge (88)
- 14. Juli: William Hart, US-amerikanischer Sänger (77)
- 15. Juli: Pawel Deschura, russischer Gitarrist (37)
- 15. Juli: Paul Ryder, britischer Bassist (58)
- 16. Juli: Mickey Rooney Jr., US-amerikanischer Schauspieler und Musiker (77)
- 17. Juli: Sevda İbrahimova, aserbaidschanische Komponistin und Pianistin (82)
- 17. Juli: César Pedroso, kubanischer Pianist, Komponist und Arrangeur (75)
- 17. Juli: Héctor Tricoche, puerto-ricanischer Salsa-Musiker (66)
- 18. Juli: Dani, französische Schauspielerin und Sängerin (77)
- 18. Juli: Hans-Joachim Hespos, deutscher Komponist und Musikverleger (84)
- 18. Juli: Murray Wall, australischer Jazzbassist (76)
- 18. Juli: Alex Zapata, deutscher Schlagersänger (52)
- 19. Juli: Michael Henderson, US-amerikanischer Bassgitarrist und Sänger (71)
- 19. Juli: Q Lazzarus, US-amerikanische Sängerin (61)
- 19. Juli: Michael Pfeuti, Schweizer Kontrabassist (62)
- 20. Juli: Alice Harnoncourt, österreichische Violinistin (91)
- 21. Juli: Meche Carreño, mexikanische Schauspielerin, Sängerin und Model (74)
- 22. Juli: Núria Feliu i Mestres, spanische Sängerin und Schauspielerin (80)
- 22. Juli: Herwig Pöschl, österreichischer Musiker, Kulturmanager und Kurator (72)
- 22. Juli: Stefan Soltész, österreichischer Dirigent (73)
- 23. Juli: Marie Leonhardt, schweizerisch-niederländische Violinistin (93)
- 23. Juli: Zayar Thaw, myanmarischer Politiker und Hip-Hop-Künstler (41)
- 25. Juli: Dietrich Schuberth, deutscher Kirchenmusiker (90)
- 26. Juli: Paul Garon, US-amerikanischer Autor, Herausgeber und Bluesforscher (80)
- 26. Juli: Sy Johnson, US-amerikanischer Jazzpianist und Arrangeur (92)
- 27. Juli: Bernard Cribbins, britischer Schauspieler und Sänger (93)
- 27. Juli: Kaleb Luebchow, US-amerikanischer Schlagzeuger (?)
- 27. Juli: Manfred Roost, deutscher Dirigent und Chorleiter (93)
- 27. Juli: Wolfgang Schröfel, deutscher Verbandsfunktionär, Förderer des Chorgesanges (75)
- 27. Juli: Tom Springfield, britischer Liedtexter (88)
- 28. Juli: Billy Kaye, US-amerikanischer Jazzmusiker (≈90)
- 29. Juli: Thomas Beckmann, deutscher Cellist (65)

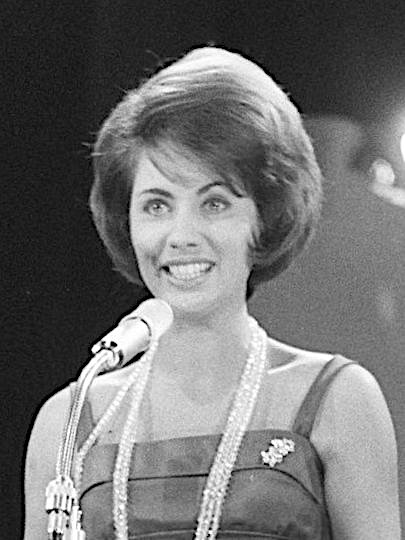
Margot Eskens; † 29. Juli

- 29. Juli: Margot Eskens, deutsche Schlagersängerin (85)
- 29. Juli: Jimmy Sohns, US-amerikanischer Sänger (75)
- 30. Juli: Archie Roach, australischer Sänger und Songschreiber (66)
- 31. Juli: Mo Ostin, US-amerikanischer Musikmanager (95)

### August
- 01. August: Michael Marx, deutscher Gitarrist (66)
- 01. August: Artur Simon, deutscher Musikethnologe (84)
- 03. August: Johann Georg Schaarschmidt, deutscher Dirigent, Opernregisseur und Hochschulrektor (90)
- 04. August: Sam Gooden, US-amerikanischer Soul- und R&B-Sänger (87)
- 05. August: Hans R. Beierlein, deutscher Journalist, Medienmanager und Musikverleger (93)
- 05. August: Judith Durham, australische Musikerin (79)
- 05. August: Mike Lang, US-amerikanischer Jazz- und Studiomusiker (80)
- 05. August: Reinhard Ohse, deutscher Kirchenmusiker und Komponist (91)
- 06. August: Lothar Knessl, österreichischer Musikjournalist, Komponist und Kurator (95)
- 08. August: Lamont Dozier, US-amerikanischer Songwriter (92)
- 08. August: Darryl Hunt, britischer Musiker und Songwriter (72)

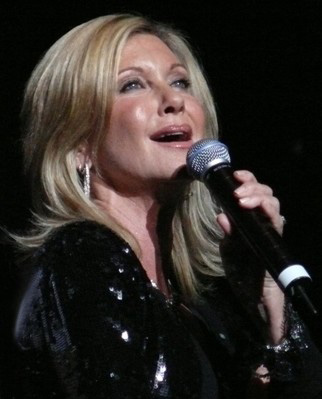
Olivia Newton-John; † 8. August

- 08. August: Olivia Newton-John, britisch-australische Sängerin und Schauspielerin (73)
- 08. August: Larry Rachleff, US-amerikanischer Dirigent und Musikpädagoge (67)
- 08. August: Fritz Roth, deutscher Schauspieler und Musiker (67)
- 09. August: Della Griffin, US-amerikanische Sängerin und Schlagzeugerin (97)
- 09. August: Wilfried Koch, deutscher Maler, Kunsthistoriker, Grafiker, Lehrer, Bildhauer und Musiker (93)
- 10. August: Ray Carless, britischer Jazzmusiker (≈68)
- 10. August: Vesa-Matti Loiri, finnischer Schauspieler, Musiker und Kabarettist (77)
- 10. August: Abdul Wadud, US-amerikanischer Cellist (75)
- 11. August: Marvin Falcon, US-amerikanischer klassischer und Jazzgitarrist (≈87)
- 12. August: Sándor Károlyi, ungarisch-deutscher Geiger, Konzertmeister und Hochschullehrer (90)
- 14. August: Butch Thompson, US-amerikanischer Jazzpianist (78)
- 16. August: Kal David, US-amerikanischer Gitarrist, Sänger und Songwriter (79)

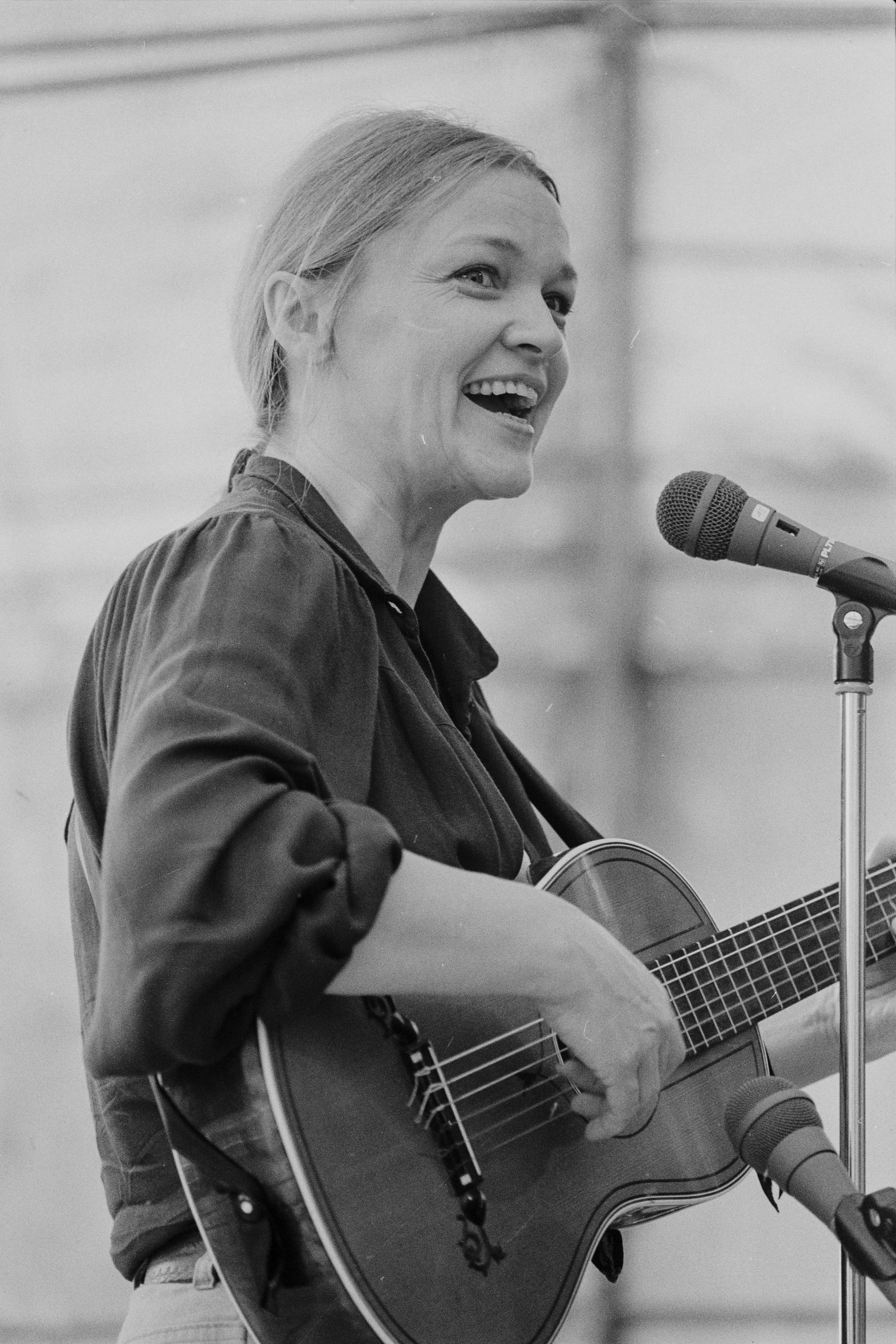
Eva-Maria Hagen; † 16. August

- 16. August: Eva-Maria Hagen, deutsche Schauspielerin, Sängerin, Malerin und Autorin (87)
- 16. August: Matti Lehtinen, finnischer Opernsänger (100)
- 16. August: Hansjürgen Schmidt, deutscher Komponist (86)

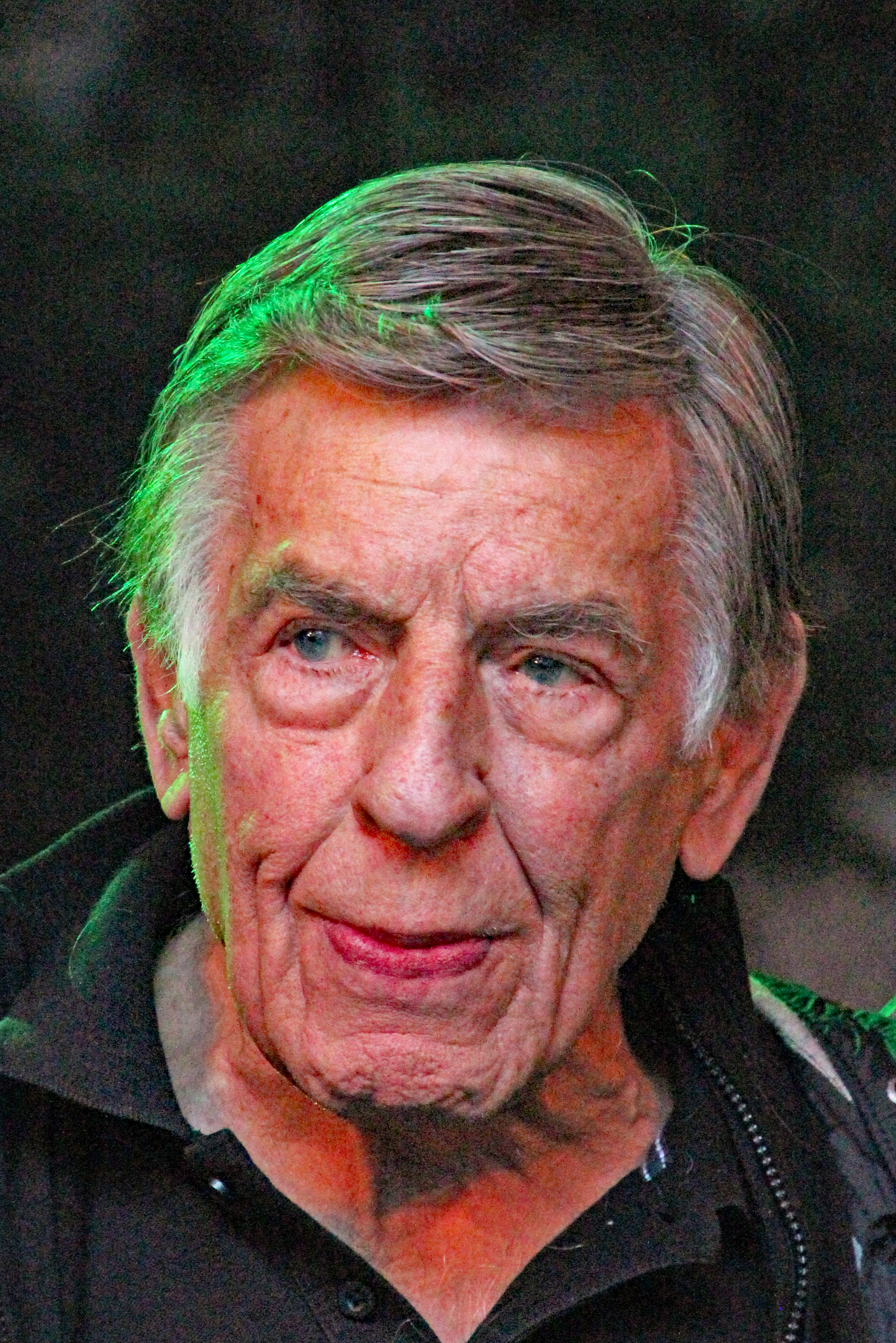
Rolf Kühn; † 18. August

- 18. August: Rolf Kühn, deutscher Klarinettist, Komponist und Bandleader (92)
- 19. August: Warren Bernhardt, US-amerikanischer Jazzpianist (83)
- 19. August: Ted Kirkpatrick, US-amerikanischer Schlagzeuger (62)
- 19. August: Dan Miller, US-amerikanischer Jazz-Trompeter und Musikdozent (53)
- 20. August: Nero Brandenburg, deutscher Moderator, Journalist, Sänger und Entertainer (80)
- 20. August: Franz Hummel, deutscher Komponist und Pianist (83)
- 21. August: Stuart Anstis, britischer Gitarrist (48)
- 21. August: Michael Bourne, US-amerikanischer Musikjournalist und Rundfunkmoderator (75)
- 21. August: Monnette Sudler, US-amerikanische Jazzmusikerin (70)
- 21. August: Robert Williams, griechischer Musiker (72)
- 22. August: Jerry Allison, US-amerikanischer Schlagzeuger und Songwriter (82)
- 22. August: Jaimie Branch, US-amerikanische Trompeterin (39)
- 22. August: Henning Siedentopf, deutscher Musikwissenschaftler und Komponist (84)
- 22. August: Fredy Studer, Schweizer Schlagzeuger (74)
- 23. August: Rhodes Spedale, US-amerikanischer Jazzmusiker (84)
- 23. August: Creed Taylor, US-amerikanischer Musikproduzent (93)
- 25. August: Joey DeFrancesco, US-amerikanischer Jazzmusiker (51)
- 25. August: Mable John, US-amerikanische Sängerin (91)
- 27. August: Robert LuPone, US-amerikanischer Schauspieler, Tänzer und Künstlerischer Leiter (76)
- 27. August: Manolo Sanlúcar, spanischer Flamencogitarrist und Komponist (78)
- 28. August: Frank Hailey, US-amerikanischer Jazzmusiker (79)
- 29. August: Lou Caputo, US-amerikanischer Jazzmusiker (74)
- 31. August: Ted Butterman, US-amerikanischer Jazzmusiker (87)
- 31. August: Ken Hitchcock, US-amerikanischer Jazz- und klassischer Musiker (≈77)
- 31. August: David Young, britischer Bassist, Gitarrist, Toningenieur und Musikproduzent (73)

### September
- 02. September: Peter Sauermann, deutscher Pianist (86)
- 04. September: Ömer Tuğrul İnançer, türkischer Anwalt, Autor und Sufimusiker (76)
- 04. September: Klaus Weise, deutscher Dirigent (86)
- 05. September: Rose Kirn, deutsche Organistin, Kirchenmusikerin und Hochschullehrerin (80)
- 05. September: Sizzle Ohtaka, japanische Sängerin (69)
- 05. September: Lars Vogt, deutscher Pianist und Dirigent (51)
- 08. September: Erich Syri, deutscher Opernsänger (84)
- 08. September: Sonny West, US-amerikanischer Rockabilly-Sänger (85)
- 12. September: Ramsey Lewis, US-amerikanischer Jazzpianist und -keyboarder (87)

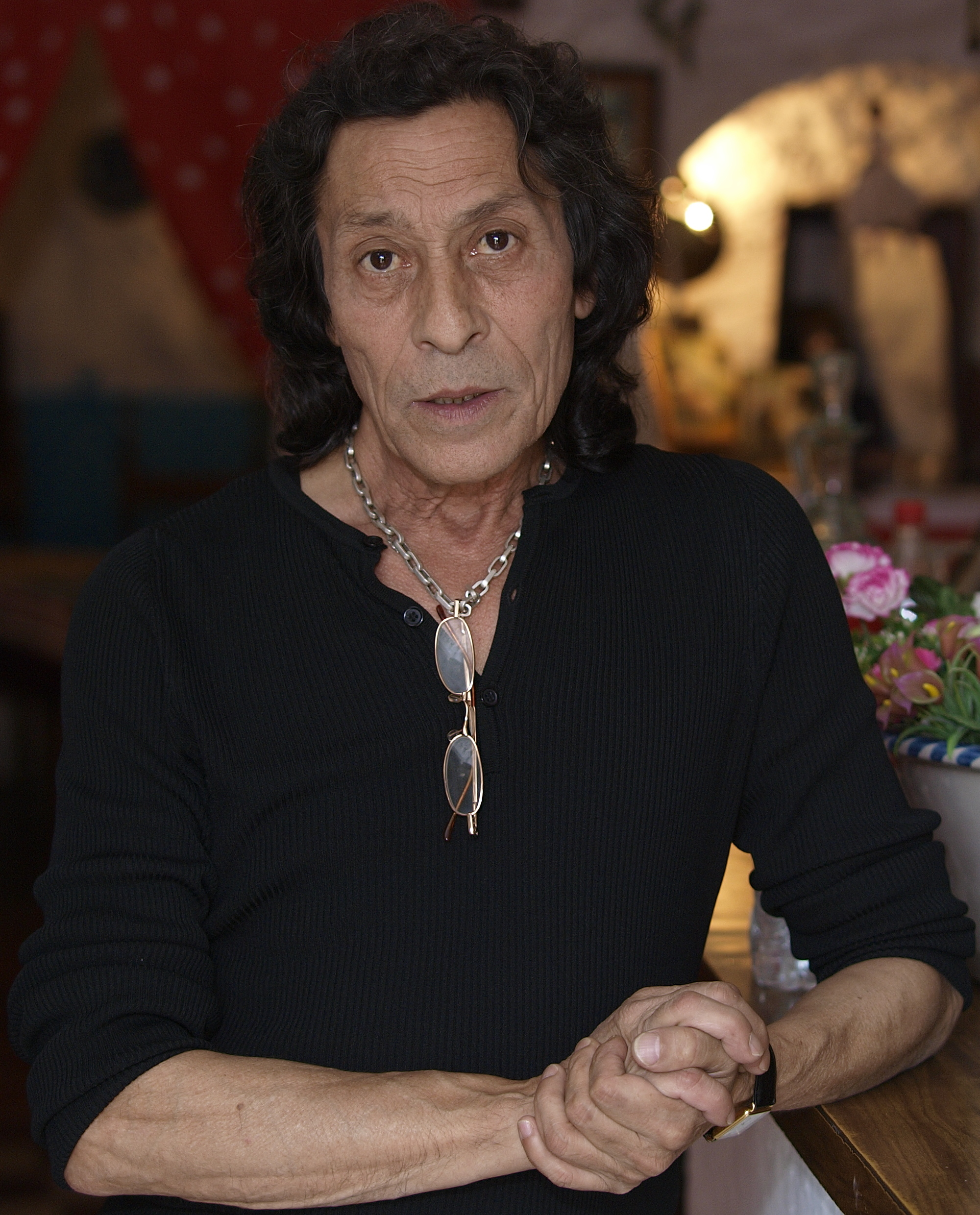
Manolete; † 12. September

- 12. September: Manolete, spanischer Flamenco-Tänzer und -Choreograf (77)
- 12. September: PnB Rock, US-amerikanischer Rapper (30)
- 13. September: Jörg Faerber, deutscher Dirigent und Orchestermanager (93)
- 14. September: Anton Fier, US-amerikanischer Schlagzeuger (66)
- 14. September: Irene Papas, griechische Schauspielerin und Sängerin (96)
- 14. September: Jim Post, US-amerikanischer Folksänger, Singer-Songwriter, Autor und Schauspieler (82)
- 15. September: Brian Horton, US-amerikanischer Jazzmusiker und Hochschullehrer (≈47)
- 15. September: Gerda Prochaska-Stolze, deutsche Opernsängerin (88)
- 17. September: Otto Ruthenberg, deutscher Komponist, Dirigent und Chorleiter (86)
- 19. September: Florian Pedarnig, österreichischer Komponist (84)
- 20. September: Guido Göttlich, deutscher Punksänger (54)
- 21. September: Pucho Brown, US-amerikanischer Perkussionist (83)
- 21. September: Bernhardt Edskes, niederländischer Orgelbauer (81)
- 22. September: Gord Kirchin, kanadischer Sänger (60)
- 23. September: Jaroslav Zeman, tschechischer Komponist (86)
- 24. September: Sue Graham Mingus, US-amerikanische Autorin und Musikproduzentin (92)

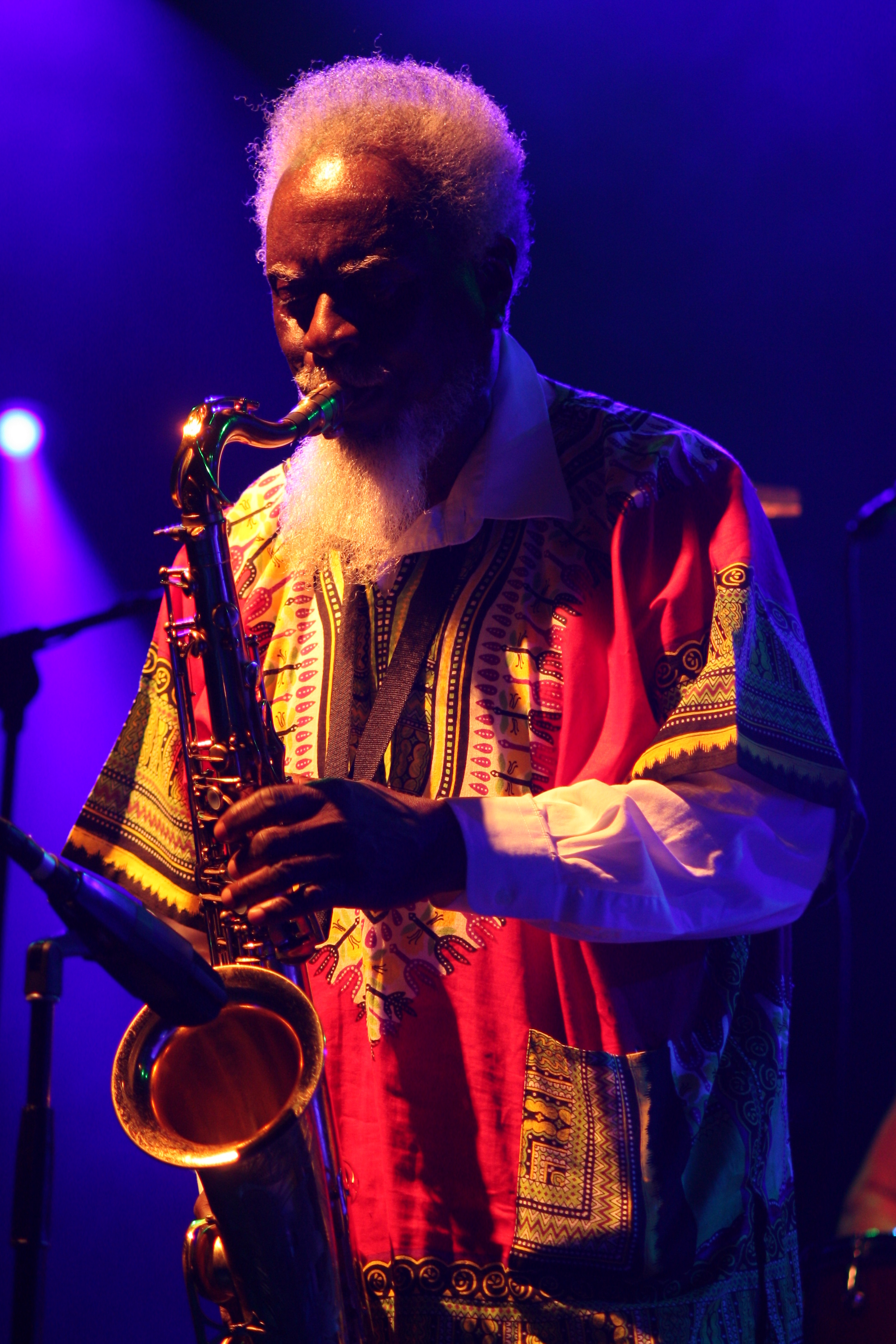
Pharoah Sanders; † 24. September

- 24. September: Pharoah Sanders, US-amerikanischer Jazz-Saxophonist (81)
- 26. September: Christian Hummer, österreichischer Musiker (≈32)
- 27. September: Boris Michailowitsch Moissejew, sowjetischer bzw. russischer Sänger, Schauspieler, Tänzer, Choreograph und Autor (68)
- 28. September: Coolio, US-amerikanischer Rapper und Schauspieler (59)
- 28. September: Kelly Sill, US-amerikanischer Jazzmusiker (70)
- 30. September: Sumter Bruton, US-amerikanischer Blues- und Jazzmusiker (77)
- 00. September: David Andersson, schwedischer Gitarrist (47)
- 00. September: Trevor Tomkins, britischer Schlagzeuger des Modern und des Fusion Jazz (81)
- 00. September: Dick Vennik, niederländischer Jazzmusiker (82)

### Oktober
- 01. Oktober: Bin Valencia, argentinischer Schlagzeuger (61)
- 02. Oktober: Béla Szakcsi Lakatos, ungarischer Jazzpianist und Komponist (79)
- 02. Oktober: Onur Şener, türkischer Rock-Sänger (≈55)
- 03. Oktober: Jörn Anders, deutscher Jazzmusiker (57)

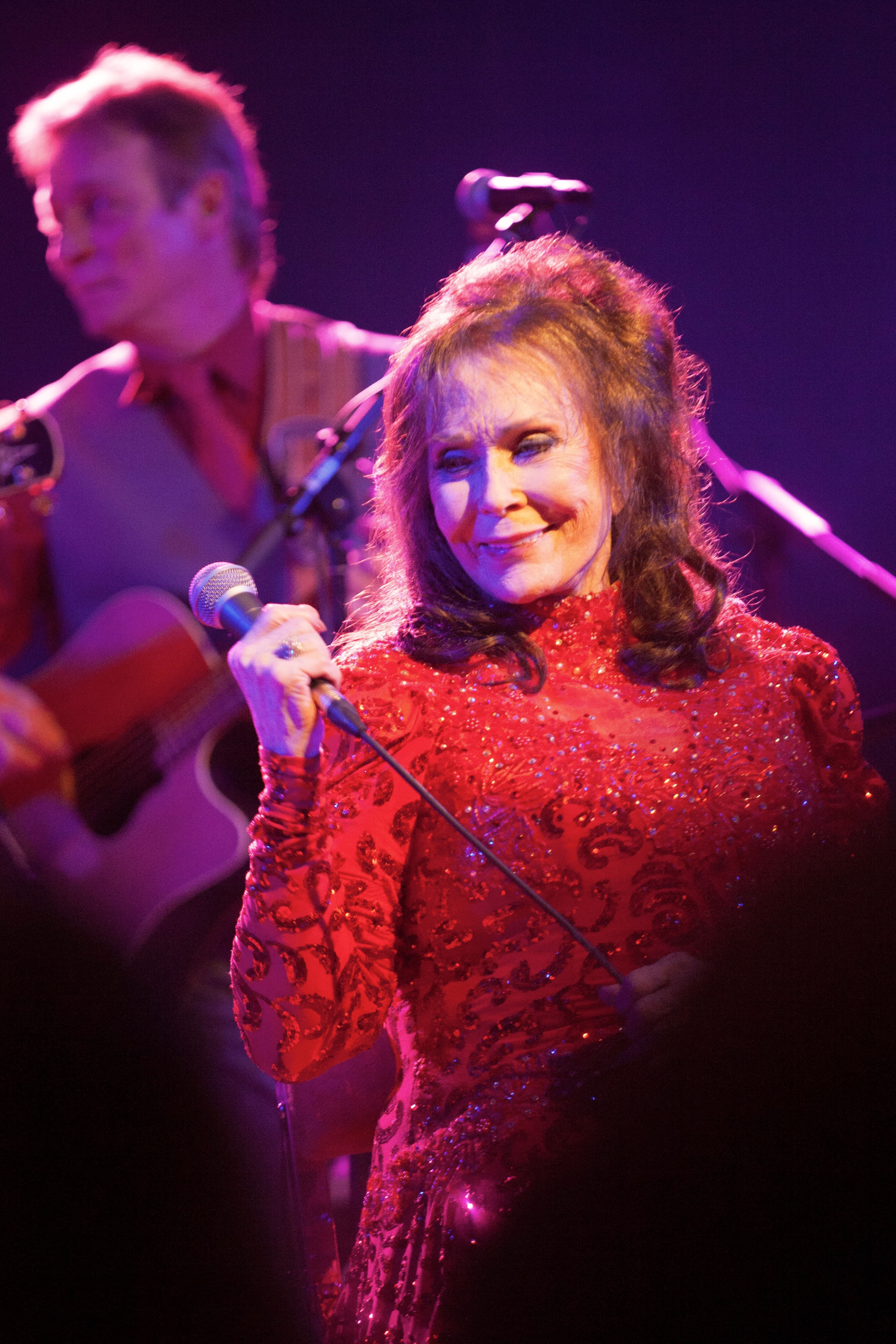
Loretta Lynn; † 4. Oktober

- 04. Oktober: Loretta Lynn, US-amerikanische Countrysängerin (90)
- 04. Oktober: Janet Thurlow, US-amerikanische Jazzsängerin (96)
- 05. Oktober: Ann Christine, finnische Schlagersängerin (78)
- 05. Oktober: Danny Long, US-amerikanischer Jazzmusiker (83)
- 06. Oktober: Adriana Breukink, niederländische Blockflötistin und Holzblasinstrumentenbauerin (?)
- 06. Oktober: Ivy Jo Hunter, US-amerikanischer R&B-Songwriter, Musikproduzent und Sänger (82)
- 06. Oktober: Jody Miller, US-amerikanische Countrysängerin (80)
- 07. Oktober: Ronnie Cuber, US-amerikanischer Jazzmusiker (80)
- 07. Oktober: Toshi Ichiyanagi, japanischer Komponist (89)
- 07. Oktober: Susanna Mildonian, belgische Harfenistin (82)
- 09. Oktober: Chuck Deardorf, US-amerikanischer Jazzmusiker und Hochschullehrer (68)
- 09. Oktober: Josep Soler i Sardà, spanischer Komponist, Musikwissenschaftler und Musikpädagoge (87)
- 10. Oktober: Anita Kerr, US-amerikanische Sängerin, Arrangeurin, Komponistin, Dirigentin, Pianistin und Musikproduzentin (94)
- 10. Oktober: Rogelio Martínez Furé, kubanischer Musikethnologe und -wissenschaftler (85)
- 10. Oktober: Leon Schidlowsky, chilenisch-israelischer Komponist und Maler (91)
- 11. Oktober: Valentin Schiedermair, deutscher Pianist (58)
- 12. Oktober: Bernardo Adam Ferrero, spanischer Komponist und Dirigent (80)
- 13. Oktober: Mike Schank, US-amerikanischer Musiker und Schauspieler (53)
- 15. Oktober: Noel Duggan, irischer Musiker und Sänger (73)
- 15. Oktober: Joyce Sims, US-amerikanische Sängerin, Pianistin und Songwriterin (63)
- 15. Oktober: Eduard Wollitz, deutscher Opernsänger (93)
- 17. Oktober: Wolfram Dix, deutscher Jazzmusiker (65)
- 17. Oktober: Michael Ponti, US-amerikanischer Pianist (84)
- 17. Oktober: Kari Tikka, finnischer Komponist, Dirigent, Oboist und Librettist (76)
- 18. Oktober: Franco Gatti, italienischer Sänger und Komponist (80)
- 18. Oktober: Robert Gordon, US-amerikanischer Sänger und Songwriter (75)
- 19. Oktober: Joanna Simon, US-amerikanische Opernsängerin (85)
- 19. Oktober: Terry Woodson, US-amerikanischer Jazzmusiker, Arrangeur und Produzent (≈81)
- 20. Oktober: Paulo Pereira dos Santos, osttimoresischer Komponist (?)
- 21. Oktober: Luv Resval, französischer Rapper (25)
- 23. Oktober: Don Edwards, US-amerikanischer Musiker (86)
- 23. Oktober: Libor Pešek, tschechischer Dirigent (89)
- 24. Oktober: Seymour Red Press, US-amerikanischer Jazz- und Theatermusiker (98)
- 25. Oktober: Zuzana Burianová, tschechische Schauspielerin und Sängerin (75)
- 26. Oktober: Poumy Arnaud, französischer Jazzmusiker (87)
- 28. Oktober: Petrus Hübner, österreichischer Geistlicher und Organist (74)

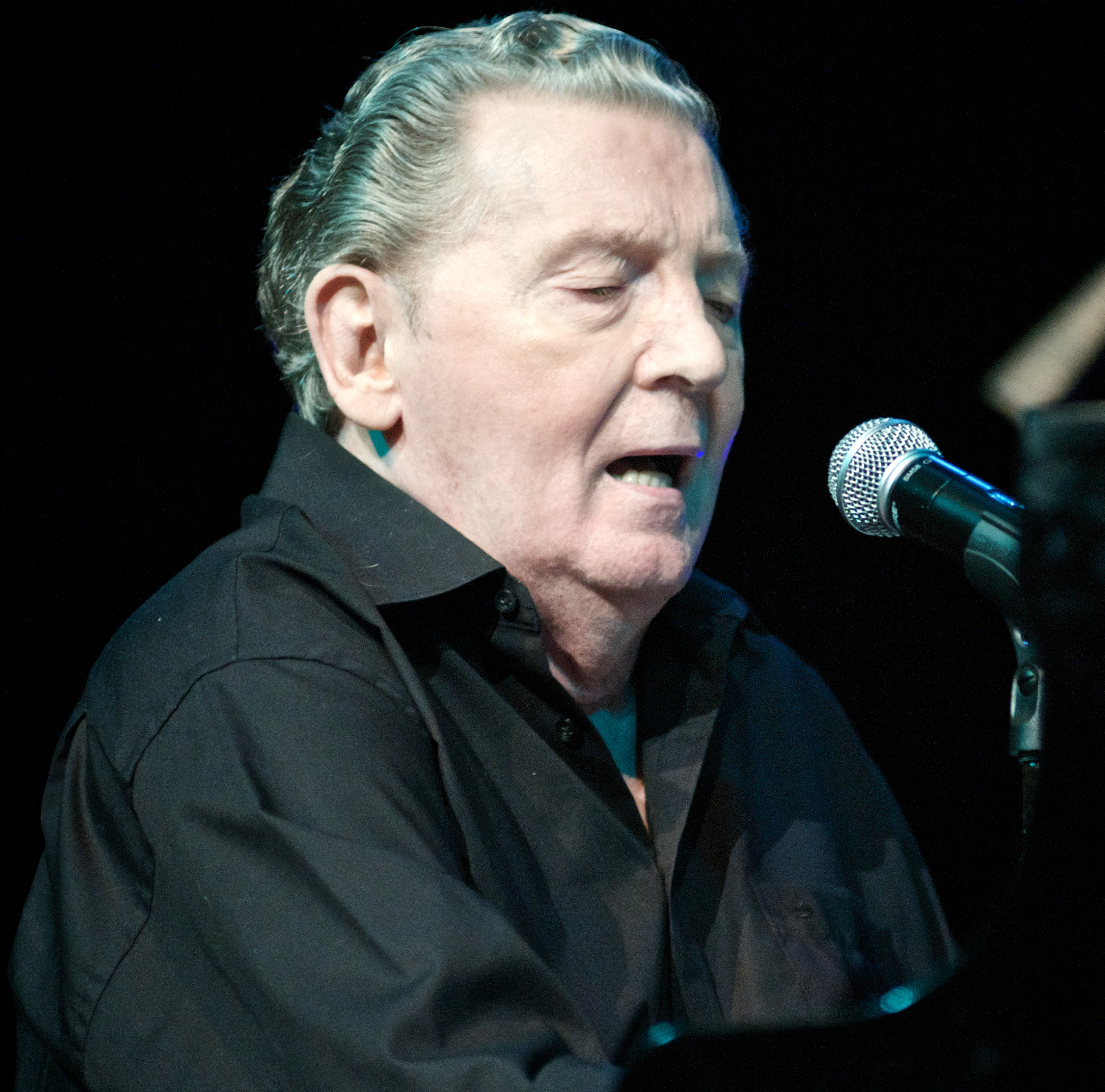
Jerry Lee Lewis; † 28. Oktober

- 28. Oktober: Jerry Lee Lewis, US-amerikanischer Rock-’n’-Roll-Pionier (87)
- 28. Oktober: D. H. Peligro, US-amerikanischer Schlagzeuger (63)
- 29. Oktober: Terry Shannon, britischer Jazzpianist (92)
- 30. Oktober: Andrew Dawes, kanadischer Violinist und Musikpädagoge (82)
- 30. Oktober: Anthony Ortega, US-amerikanischer Jazzmusiker (94)

### November
- 01. November: Takeoff, US-amerikanischer Rapper (28)
- 02. November: Atilio Stampone, argentinischer Tangopianist und -komponist (96)

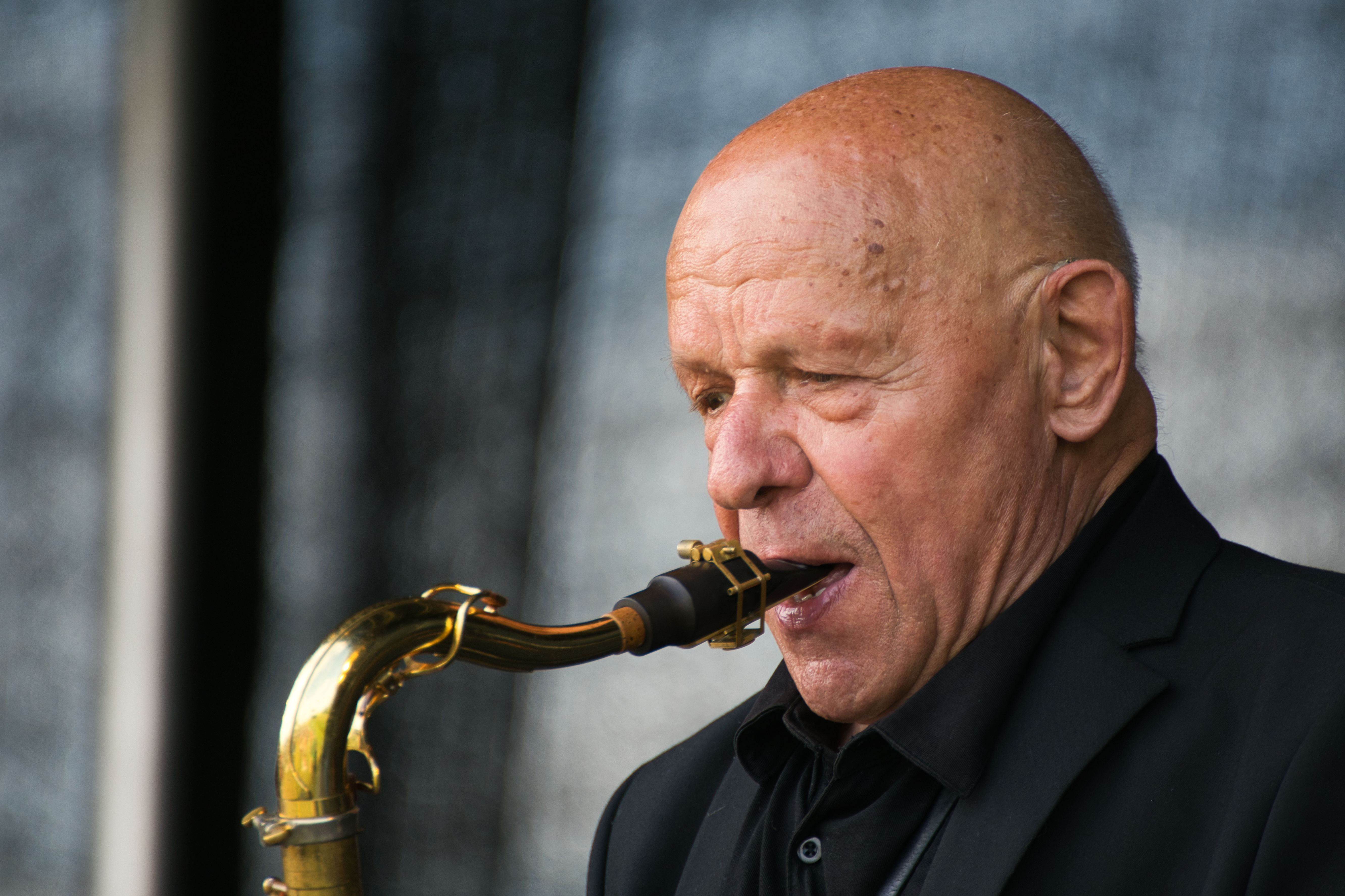
Gerd Dudek; † 3. November

- 03. November: Gerd Dudek, deutscher Jazz-Saxophonist (84)
- 03. November: Nicole Josy, belgische Sängerin (76)
- 04. November: Andy Kaina, Schweizer Metal-Sänger (53)
- 05. November: Daniele Barioni, italienischer Opernsänger (92)

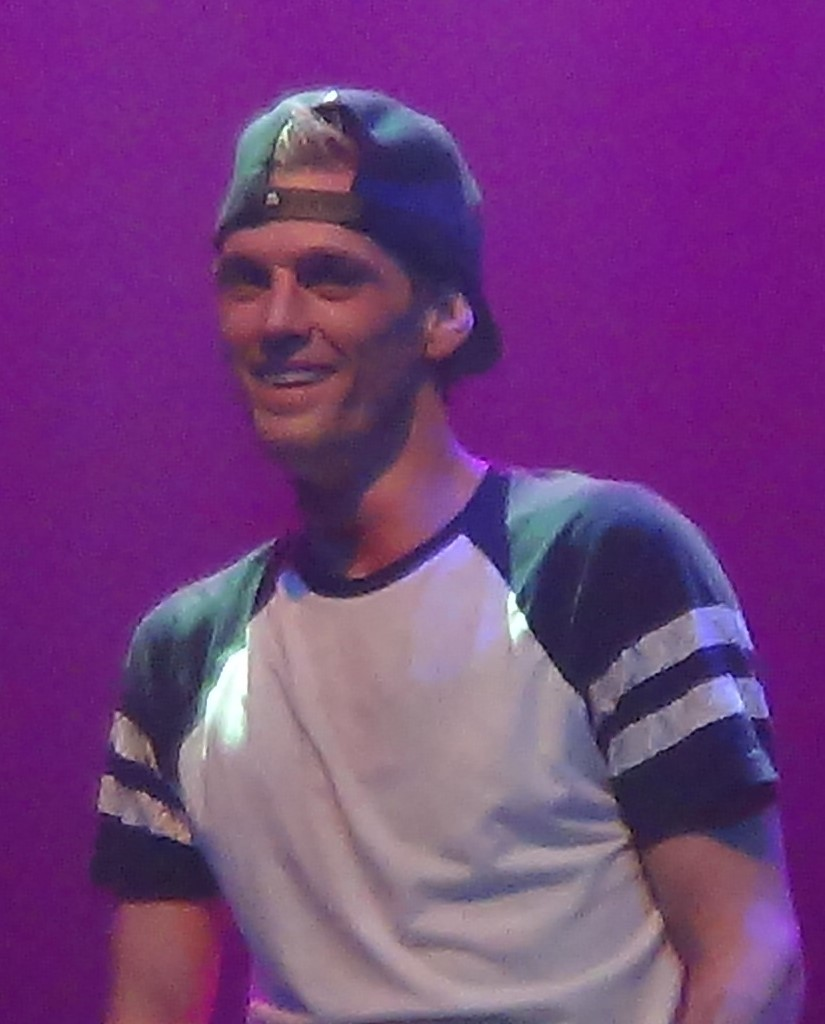
Aaron Carter; † 5. November

- 05. November: Aaron Carter, US-amerikanischer Sänger (34)
- 05. November: Tyrone Downie, jamaikanischer Musiker (66)
- 05. November: Hans Gebhard, deutscher Kirchenmusiker, Organist, Komponist und Chorleiter (93)
- 05. November: Carmelo La Bionda, italienischer Sänger (73)
- 05. November: Mimi Parker, US-amerikanische Sängerin und Schlagzeugerin (55)
- 06. November: Julia Axen, deutsche Schlager- und Chansonsängerin (85)
- 06. November: Joe Baque, US-amerikanischer Jazzpianist (100)
- 07. November: Michel Bühler, Schweizer Chansonnier und Schriftsteller (77)
- 07. November: Jeff Cook, US-amerikanischer Countrymusiker (73)
- 07. November: Sergei Kusnezow, russischer Musiker (58)
- 08. November: Will Ferdy, belgischer Sänger, Komponist, Autor und Schauspieler (95)
- 08. November: Claes-Göran Hederström, schwedischer Sänger (77)
- 08. November: Pierre Kartner, niederländischer Sänger, Komponist und Produzent (87)

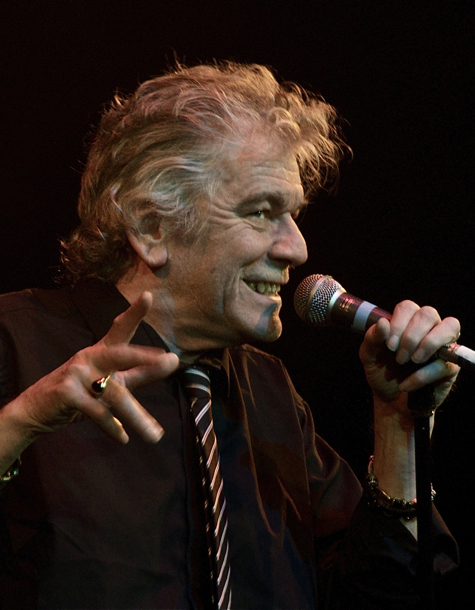
Dan McCafferty; † 8. November

- 08. November: Dan McCafferty, britischer Rocksänger (76)
- 09. November: Gaston Bogaert, belgischer Jazz- und Unterhaltungsmusiker (101)
- 09. November: Gal Costa, brasilianische Sängerin (77)
- 09. November: Mattis Hætta, norwegischer Sänger (63)
- 09. November: Garry Roberts, irischer Gitarrist (72)
- 09. November: Kristof Schreuf, deutscher Musiker und Autor (59)
- 10. November: Nik Turner, britischer Bassgitarrist, Sänger, Songwriter und Produzent (82)
- 11. November: Keith Levene, britischer Musiker (65)
- 11. November: Sven-Bertil Taube, schwedischer Sänger und Schauspieler (87)
- 12. November: Gene Cipriano, US-amerikanischer Saxophonist (94)
- 12. November: Sigrid Lehmstedt, deutsche Klavierprofessorin, Klaviermethodikerin und Pianistin (93)
- 12. November: Jarritt Sheel, US-amerikanischer Jazzmusiker und Hochschullehrer (46)
- 15. November: Joni Metcalf, US-amerikanische Jazzmusikerin (≈91)
- 16. November: Sieruan Casey, deutsch-irakischer Schauspieler, Moderator und Sänger (≈60)
- 16. November: Mick Goodrick, US-amerikanischer Jazzgitarrist (77)
- 17. November: Azio Corghi, italienischer Komponist und Musikpädagoge (85)
- 18. November: Tom Andrews, US-amerikanischer Jazzmusiker (≈80)
- 18. November: Michael Hampe, deutscher Schauspiel- und Opern-Regisseur sowie -Intendant (87)
- 18. November: Ned Rorem, US-amerikanischer Komponist und Literat (99)
- 18. November: Rudi Wilfer, österreichischer Jazzpianist (86)
- 19. November: Nico Fidenco, italienischer Sänger und Komponist (89)
- 19. November: Danny Kalb, US-amerikanischer Bluesmusiker (80)
- 20. November: Joyce Bryant, US-amerikanische Sängerin, Tänzerin und Menschenrechtsaktivistin (95)
- 20. November: Pavel Smetáček, tschechischer Jazzmusiker und -komponist (82)
- 21. November: Alois Albrecht, deutscher Geistlicher und Liedtexter (86)
- 21. November: Wilko Johnson, britischer Gitarrist und Schauspieler (75)
- 22. November: Perry Lind, US-amerikanischer Jazz-Bassist (86)
- 22. November: Pablo Milanés, kubanischer Liedermacher (79)
- 23. November: Hugo Helmig, dänischer Sänger (24)
- 25. November: Irene Cara, US-amerikanische Sängerin und Schauspielerin (63)
- 25. November: Beryl Kimber, australische Violinistin (94)
- 26. November: Slobodan Dane Kapevski, mazedonischer Künstler und Musiker (65)
- 26. November: Louise Tobin, US-amerikanische Jazzsängerin (104)
- 27. November: Gerhard Michaelis, deutscher Chorleiter (89)
- 28. November: Gabriele Lechner, österreichische Opernsängerin (61)
- 28. November: Peter Turre, US-amerikanischer Schlagzeuger (65)

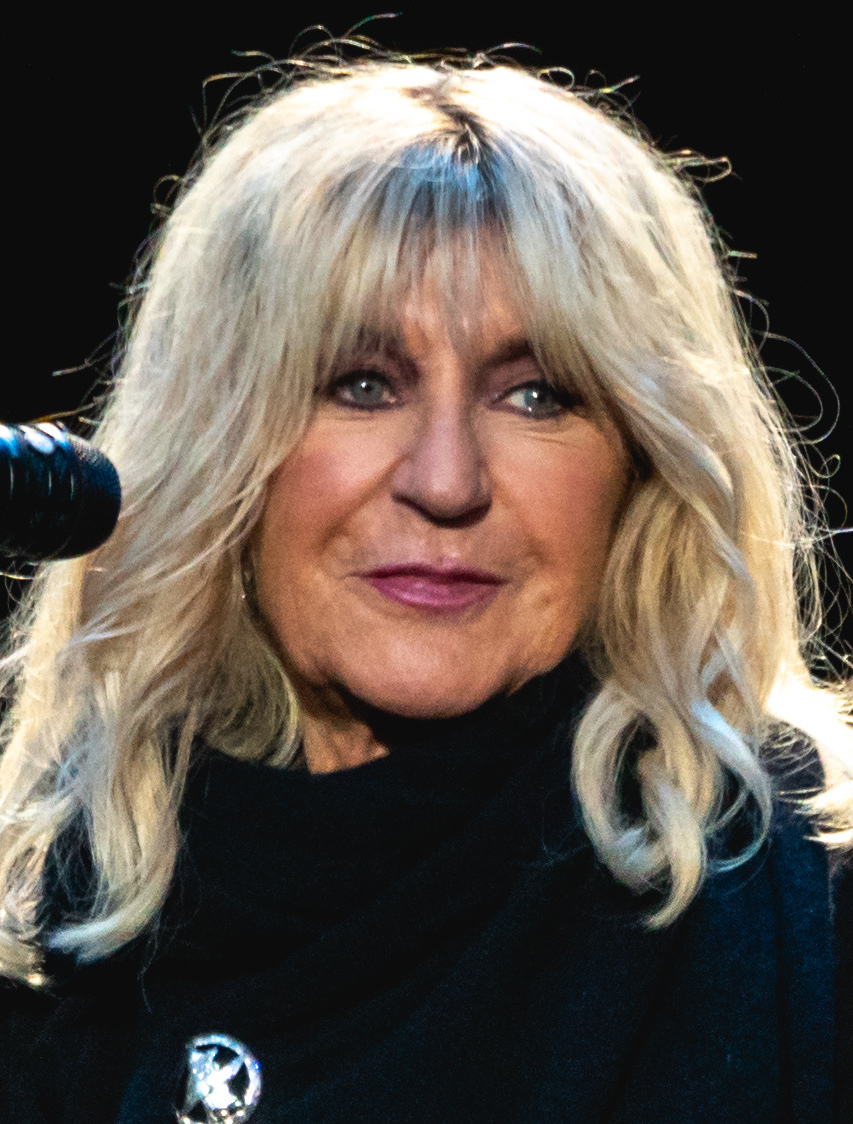
Christine McVie; † 30. November

- 30. November: Christine McVie, britische Sängerin und Musikerin (79)
- 00. November: Metin Türköz, türkisch-deutscher Liedermacher und Sänger (85)

### Dezember
- 01. Dezember: Karl Haffner, deutscher Chorleiter (92)
- 01. Dezember: Andrew Speight, australischer Jazzmusiker und Hochschullehrer (58)
- 02. Dezember: Hans Martin Corrinth, deutscher Kirchenmusiker und Komponist (81)
- 02. Dezember: Peter Wagner, deutscher Musikproduzent (79)
- 03. Dezember: Svenne Hedlund, schwedischer Rock- und Popsänger (77)
- 03. Dezember: Esther Master, kanadische Pianistin und Musikpädagogin (100)
- 03. Dezember: Bobby Naughton, US-amerikanischer Jazzmusiker (78)
- 03. Dezember: Gina Romand, kubanisch-mexikanische Schauspielerin und Sängerin (84)

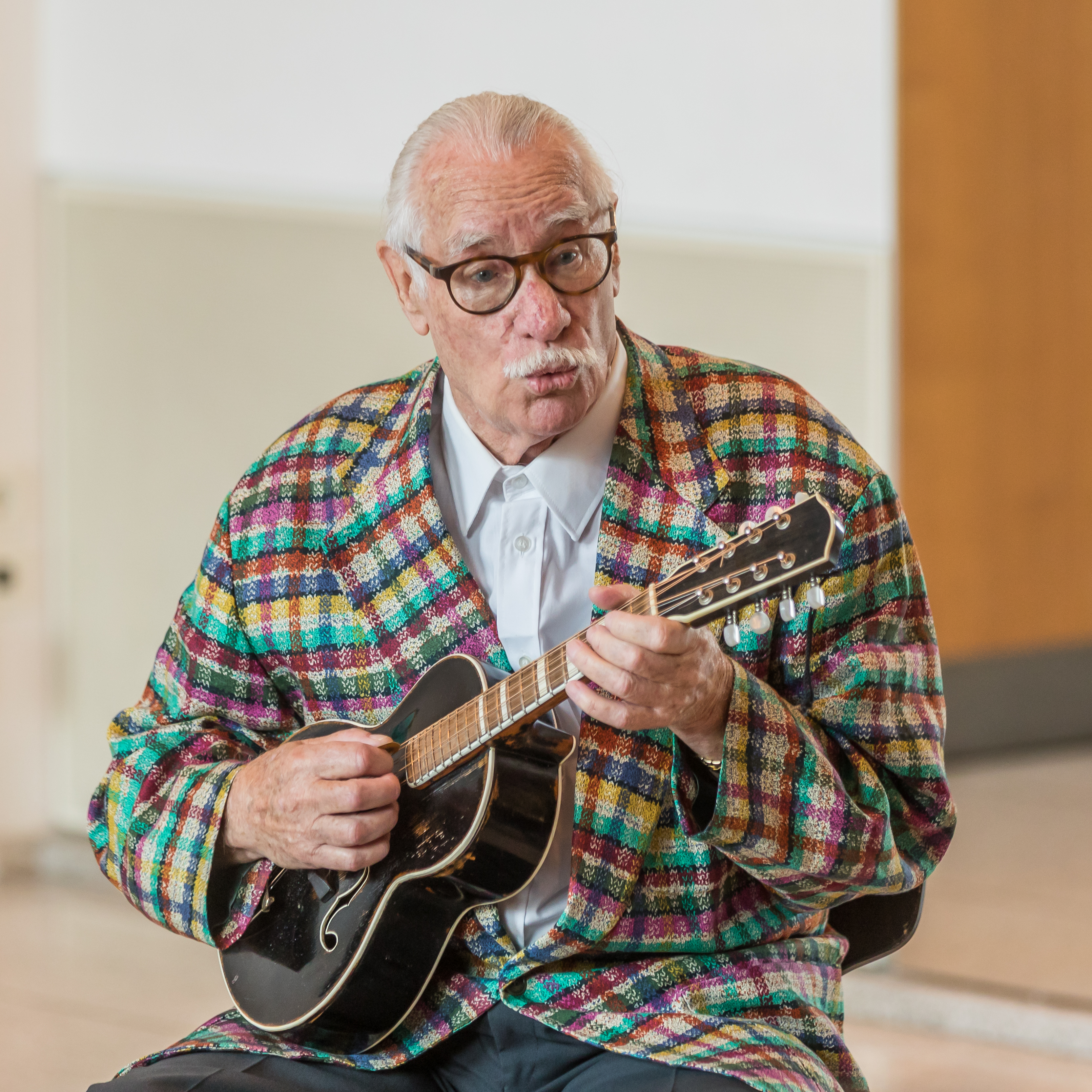
Hans Süper junior; † 3. Dezember

- 03. Dezember: Hans Süper junior, deutscher Musiker und Komiker (86)
- 04. Dezember: Jean-Paul Amouroux, französischer Jazzmusiker (79)
- 04. Dezember: Manuel Göttsching, deutscher Musiker (70)
- 04. Dezember: Bob McGrath, US-amerikanischer Schauspieler, Sänger und Autor (90)
- 04. Dezember: Jack van Poll, niederländischer Jazzmusiker und -komponist (88)
- 05. Dezember: Hamsou Garba, nigrische Sängerin und Komponistin (63)
- 05. Dezember: Jost Meier, Schweizer Dirigent und Komponist (83)
- 05. Dezember: Jim Stewart, US-amerikanischer Musikproduzent und -labelbetreiber (92)
- 05. Dezember: Alvin Walker, US-amerikanischer Jazzposaunist (51)
- 06. Dezember: Jet Black, britischer Musiker (84)
- 06. Dezember: Fionna Duncan, schottische Jazzsängerin (83)
- 06. Dezember: Edino Krieger, brasilianischer Geiger, Komponist und Dirigent (94)
- 06. Dezember: Ichirō Mizuki, japanischer Sänger (74)
- 08. Dezember: Djalma Corrêa, brasilianischer Perkussionist und Komponist (80)
- 08. Dezember: Lee Lorenz, US-amerikanischer Cartoonist und Jazzmusiker (90)
- 09. Dezember: Herbert Deutsch, US-amerikanischer Komponist (90)
- 10. Dezember: John Aler, US-amerikanischer Konzert- und Opernsänger (73)
- 10. Dezember: J. J. Barnes, US-amerikanischer R&B-Sänger (79)
- 10. Dezember: Beryl Grey, britische Balletttänzerin (95)
- 10. Dezember: Georgia Holt, US-amerikanische Sängerin und Schauspielerin (96)
- 10. Dezember: Tshala Muana, kongolesische Sängerin (64)
- 11. Dezember: Angelo Badalamenti, US-amerikanischer Filmkomponist (85)
- 11. Dezember: Eddie Bayard, US-amerikanischer Jazzmusiker (88)
- 12. Dezember: Dieter Viering, deutscher Musikmanager (79)
- 13. Dezember: Sol Amarfio, ghanaisch-britischer Schlagzeuger (84)
- 13. Dezember: Grand Daddy I.U., US-amerikanischer Rapper (54)
- 13. Dezember: Lalo Rodríguez, puerto-ricanischer Salsa-Musiker (64)
- 13. Dezember: Kim Simmonds, britischer Blues- und Rockmusiker (75)
- 14. Dezember: Ruslan Khain, russischer Jazzbassist (50)
- 15. Dezember: Julio Arnedo, kolumbianischer Jazz-Saxophonist (90)
- 15. Dezember: Bertha Barbee-McNeal, US-amerikanische Soulsängerin (82)
- 15. Dezember: Dino Danelli, US-amerikanischer Schlagzeuger (78)
- 15. Dezember: Bill Hartman, US-amerikanischer Posaunist (79)
- 16. Dezember: Jean-Paul Corbineau, französischer Musiker (74)
- 16. Dezember: DJ Shog, deutscher Trance-DJ und -Produzent (46)
- 17. Dezember: Charlie Gracie, US-amerikanischer Rockabilly-Musiker (86)
- 17. Dezember: Elayne Jones, US-amerikanische Perkussionistin (94)
- 17. Dezember: Urmas Sisask, estnischer Komponist und Musiker (62)
- 17. Dezember: Christoph Stiller, deutscher Dirigent, Chordirektor und Studienleiter (53)
- 18. Dezember: Martin Duffy, britischer Musiker (55)
- 18. Dezember: Terry Hall, britischer Sänger (63)
- 18. Dezember: Wim Henderickx, belgischer Komponist (60)
- 19. Dezember: Stanley Drucker, US-amerikanischer Klarinettist (93)
- 19. Dezember: Dan Patiris, US-amerikanischer Studio- und Jazzmusiker (92)
- 19. Dezember: Karl Scheibmaier, österreichischer Musikmanager (79)
- 20. Dezember: Eddie Taylor, britischer Jazzmusiker (93)
- 21. Dezember: Michael Heymann, deutscher Diskjockey und Sänger (83)
- 21. Dezember: Jacob Stickelberger, Schweizer Liedermacher und Anwalt (82)
- 22. Dezember: Thom Bell, jamaikanischer Musikproduzent, Pianist, Sänger, Dirigent, Arrangeur und Komponist (79)
- 22. Dezember: Big Scarr, US-amerikanischer Rapper (22)
- 22. Dezember: Karl Schmider, deutscher Komponist, Chorleiter und Organist (87)
- 22. Dezember: Walter „Wolfman“ Washington, US-amerikanischer Gitarrist und Sänger (79)
- 23. Dezember: Erich Kõlar, estnischer Dirigent und Percussionist (98)

Madosini; † 23. Dezember

- 23. Dezember: Madosini, südafrikanische Musikerin und Erzählerin (78)

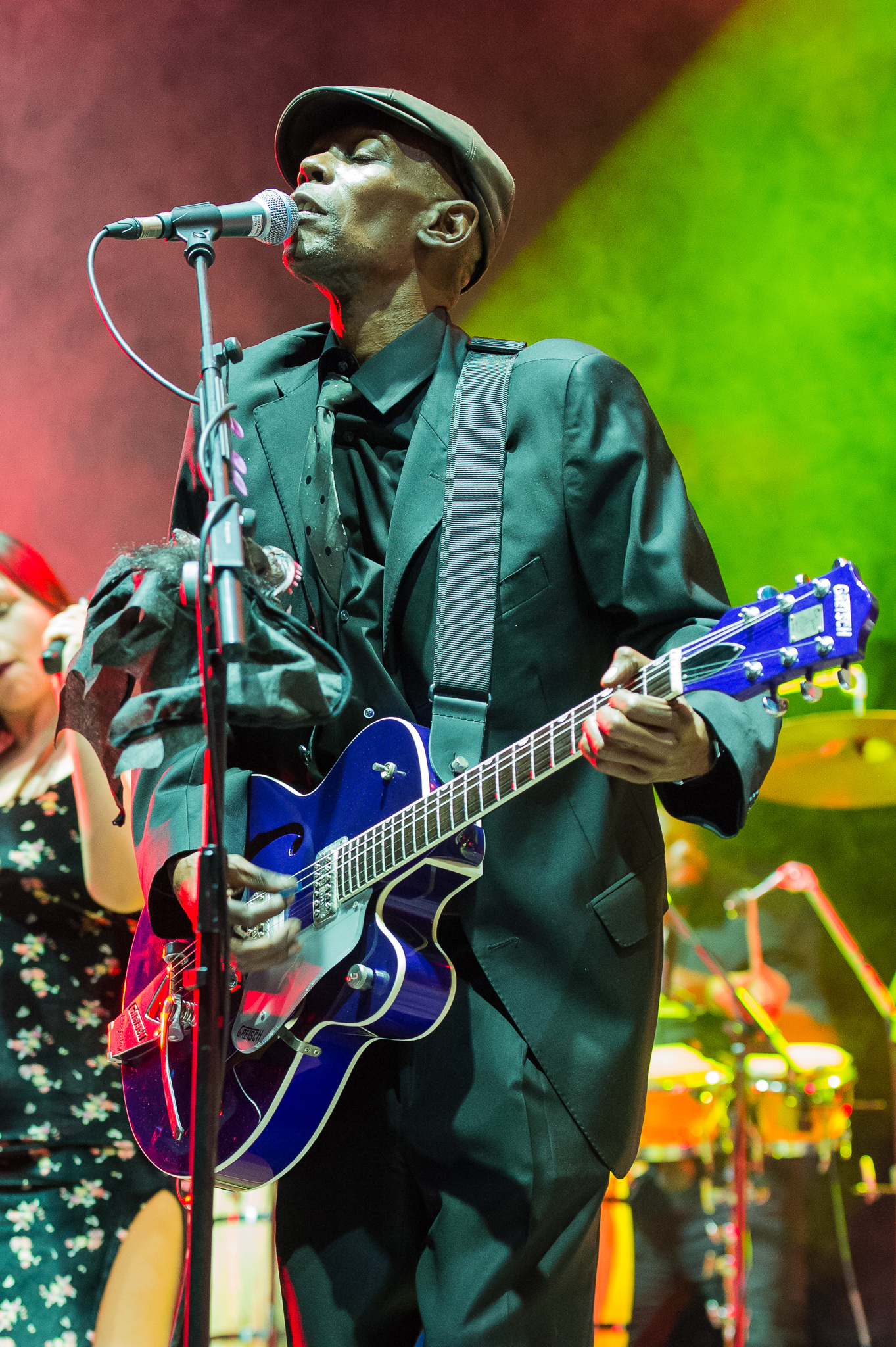
Maxi Jazz; † 23. Dezember

- 23. Dezember: Maxi Jazz, englischer Rapper, Sänger und Songwriter (65)
- 25. Dezember: Claire Gagnier, kanadische Opernsängerin (Sopran) (98)
- 25. Dezember: Luther „Guitar Junior“ Johnson, US-amerikanischer Bluessänger und -gitarrist (83)
- 25. Dezember: Casey Jones, britischer Sänger und Gitarrist (86)
- 26. Dezember: Horst Ebenhöh, österreichischer Komponist und Musikerzieher (92)
- 26. Dezember: Wolfgang Hamm, deutscher Komponist, Autor und Musikproduzent (78)
- 26. Dezember: Jo Mersa Marley, jamaikanisch-US-amerikanischer Reggae-Musiker (31)
- 27. Dezember: Bob Ackerman, US-amerikanischer Jazzmusiker (≈82)
- 27. Dezember: Harry Sheppard, US-amerikanischer Jazzmusiker (94)
- 28. Dezember: Black Stalin, trinidadischer Calypsosänger und -songwriter (81)
- 28. Dezember: Linda de Suza, portugiesische Sängerin (74)
- 29. Dezember: Eduard Artemjew, sowjetischer bzw. russischer Komponist (85)
- 29. Dezember: Margriet Eshuys, niederländische Sängerin und Pianistin (70)
- 29. Dezember: Giovanni Pezzoli, italienischer Schlagzeuger (70)
- 29. Dezember: Ian Tyson, kanadischer Country- und Folk-Musiker (89)
- 30. Dezember: Ayşe Gencer, türkische Jazzsängerin (66)
- 31. Dezember: Vic Eugster, Schweizer Sänger und Tonmeister (82)
- 31. Dezember: Jeremiah Green, US-amerikanischer Schlagzeuger (45)
- 31. Dezember: Anita Pointer, US-amerikanische Sängerin (74)
- 00. Dezember: Robert Ray, US-amerikanischer Komponist, Chorleiter und Pianist (≈76)

### Genaues Todesdatum unbekannt
- Jack Gale, US-amerikanischer Jazz-, Orchester- und Theatermusiker (≈87)
- Jurij Kerpatenko, ukrainischer Musiker und Dirigent (≈46)
- Emmanuel Rahim, US-amerikanischer Perkussionist (≈88)
- Taymur Streng, deutscher Komponist (≈60)